# Ruda Śląska
Ruda Śląska (niem. Ruda in Oberschlesien, śl. Ślōnsko Ruda, Wjelgo Ruda) – miasto na prawach powiatu, położone w południowej Polsce, na Górnym Śląsku, w województwie śląskim, w centrum Górnośląskiego Okręgu Przemysłowego. Ruda Śląska została utworzona 1 stycznia 1959 z połączenia miast Ruda i Nowy Bytom.
Według danych GUS z 31 grudnia 2024 miasto zamieszkiwało 128 793 osób.

## Dzielnice
W obecnej chwili wyróżnia się w mieście jedenaście dzielnic:
| - Orzegów - Godula - Ruda - Chebzie - Nowy Bytom - Bielszowice - Bykowina - Wirek - Halemba - Kochłowice - Czarny Las |

Każda z dzielnic w przeszłości rozwijała się jako odrębna miejscowość, stąd związki poszczególnych dzielnic nie są duże. Za centrum administracyjne miasta uchodzi Nowy Bytom, w którym mieści się Urząd Miasta oraz najważniejsze instytucje publiczne. Funkcje handlowo-usługowe pełni głównie Wirek.
Podczas sesji Rady Miejskiej 12 stycznia 2006 radni podjęli uchwałę w sprawie utworzenia ponownie dzielnicy Czarny Las, wyodrębniając ją z terenów Wirka, Nowego Bytomia i Bielszowic.

## Położenie
Ruda Śląska znajduje się na Wyżynie Śląskiej w centrum Górnośląskiego Okręgu Przemysłowego (GOP). Jest jednym z ośrodków centralnych konurbacji górnośląskiej. Graniczy z Zabrzem, Bytomiem, Świętochłowicami, Chorzowem, Katowicami, Mikołowem i Paniówkami (w gminie Gierałtowice).

## Hydrografia

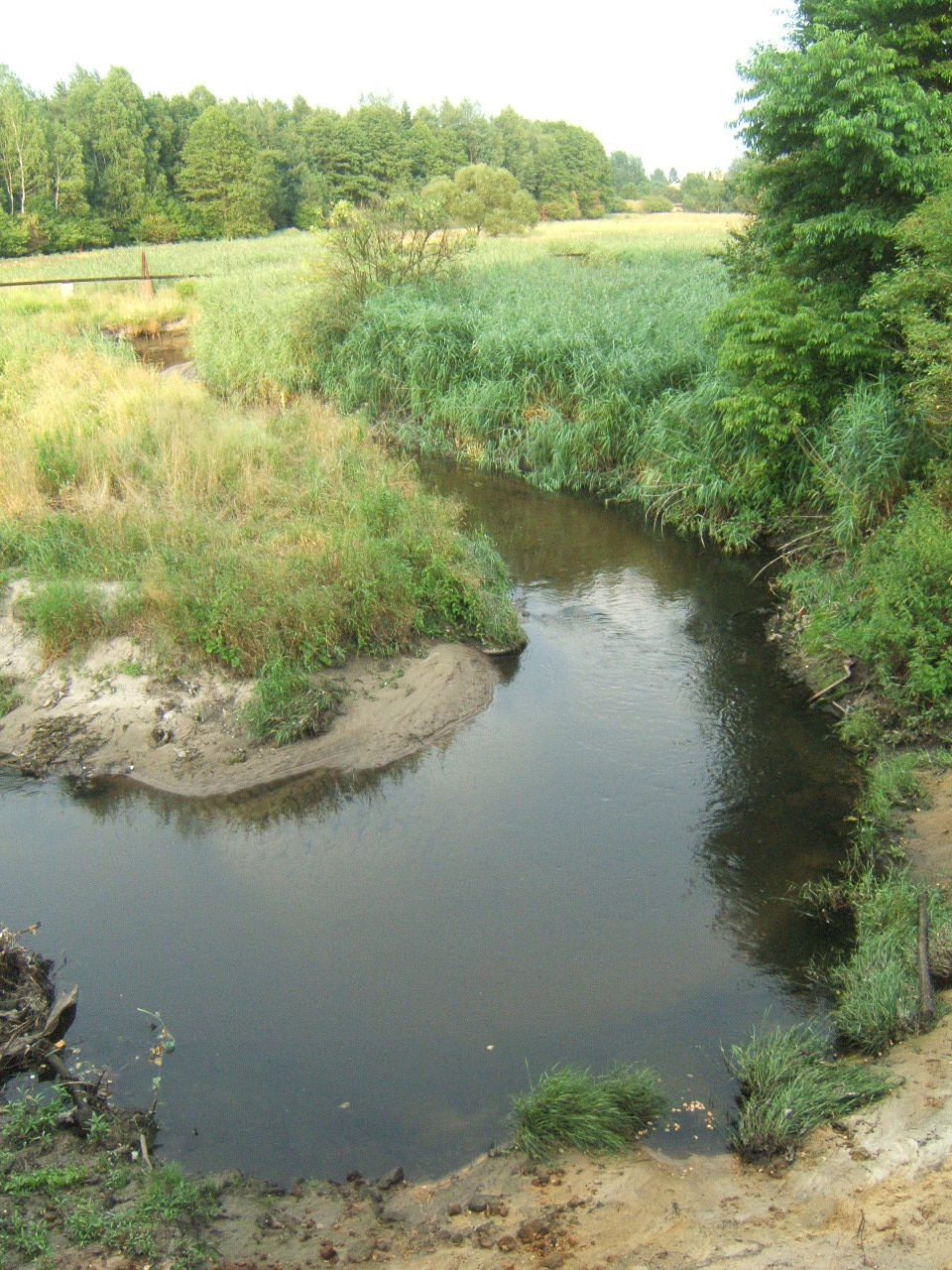
Meander rzeki Kłodnicy na granicy Rudy Śląskiej i Katowic

Miasto leży na dziale wodnym między dorzeczami Wisły i Odry. Większość wód odprowadzana jest do zlewni Odry przez Kłodnicę oraz jej dopływy: Bytomkę i Potok Bielszowicki (Kochłówkę). W dzielnicy Chebzie znajdują się źródła Rawy, należącej do dorzecza Wisły. Na terenie miasta znajduje się też kilka niewielkich antropogenicznych zbiorników wodnych.

## Demografia
Największą populację Ruda Śląska odnotowała w 1991, kiedy to według danych GUS miasto zamieszkiwało 171 645 mieszkańców. Od lat 90. liczba mieszkańców systematycznie spada.
- Wykres liczby ludności Rudy Śląskiej na przestrzeni ostatnich 60 lat

Piramida wieku mieszkańców Rudy Śląskiej w 2014 roku.

## Klimat
| Miesiąc                              | Sty  | Lut  | Mar  | Kwi  | Maj  | Cze  | Lip  | Sie  | Wrz  | Paź  | Lis  | Gru  | Roczna |
| ------------------------------------ | ---- | ---- | ---- | ---- | ---- | ---- | ---- | ---- | ---- | ---- | ---- | ---- | ------ |
| Średnie temperatury w dzień [°C]     | 1    | 3    | 7    | 13   | 19   | 21   | 23   | 23   | 18   | 13   | 6    | 2    | 12,45  |
| Średnie temperatury w nocy [°C]      | -4   | -4   | -1   | 3    | 8    | 11   | 13   | 12   | 9    | 5    | 0    | -3   | 4,75   |
| Opady [mm]                           | 30,4 | 29,2 | 32,4 | 36,8 | 52,9 | 59,5 | 73,7 | 51,1 | 44,9 | 35,2 | 37,6 | 32,8 | 516,5  |
| Źródło: msn weather {{{accessdate}}} |      |      |      |      |      |      |      |      |      |      |      |      |        |

## Historia

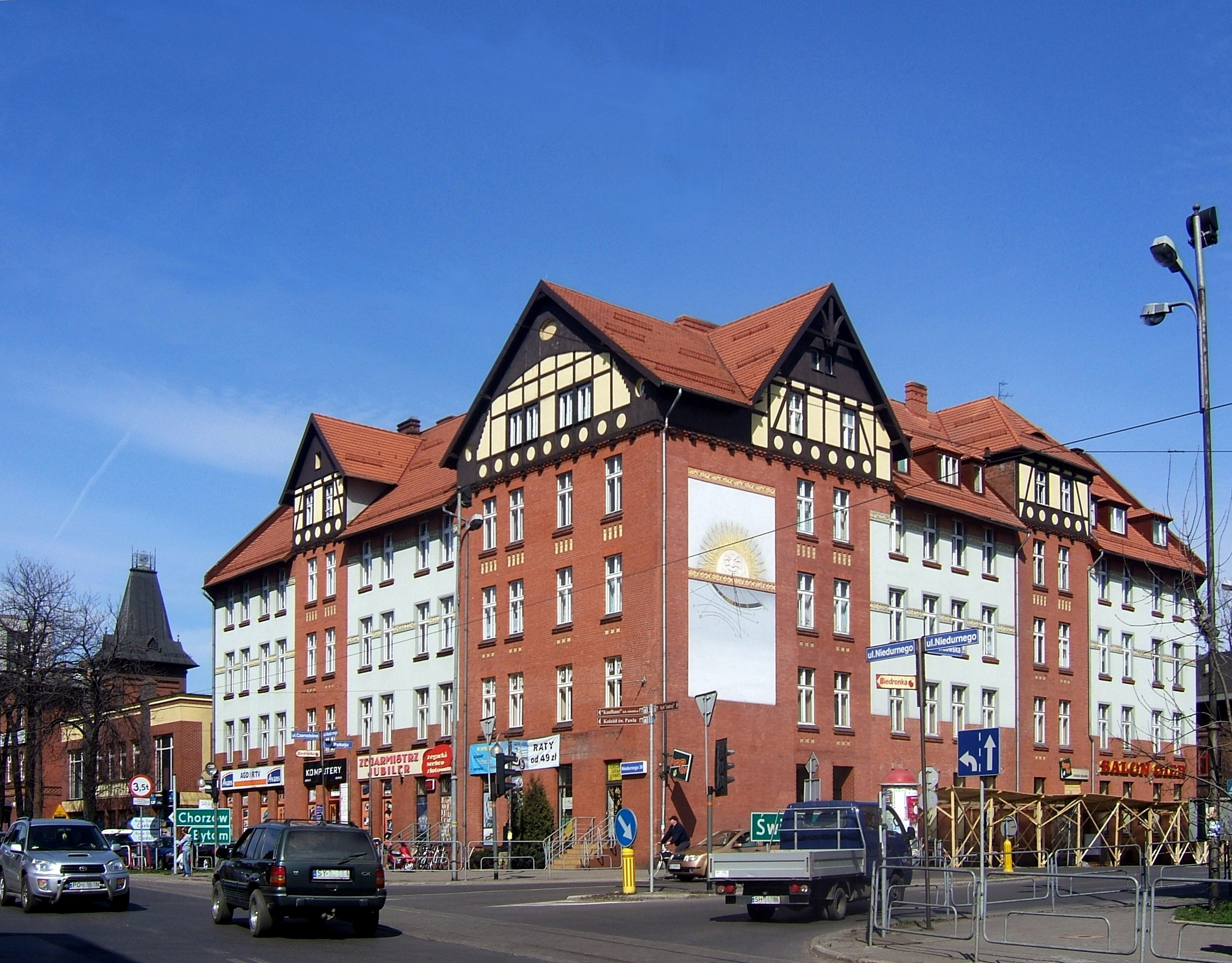
Nowy Bytom: ulica Niedurnego

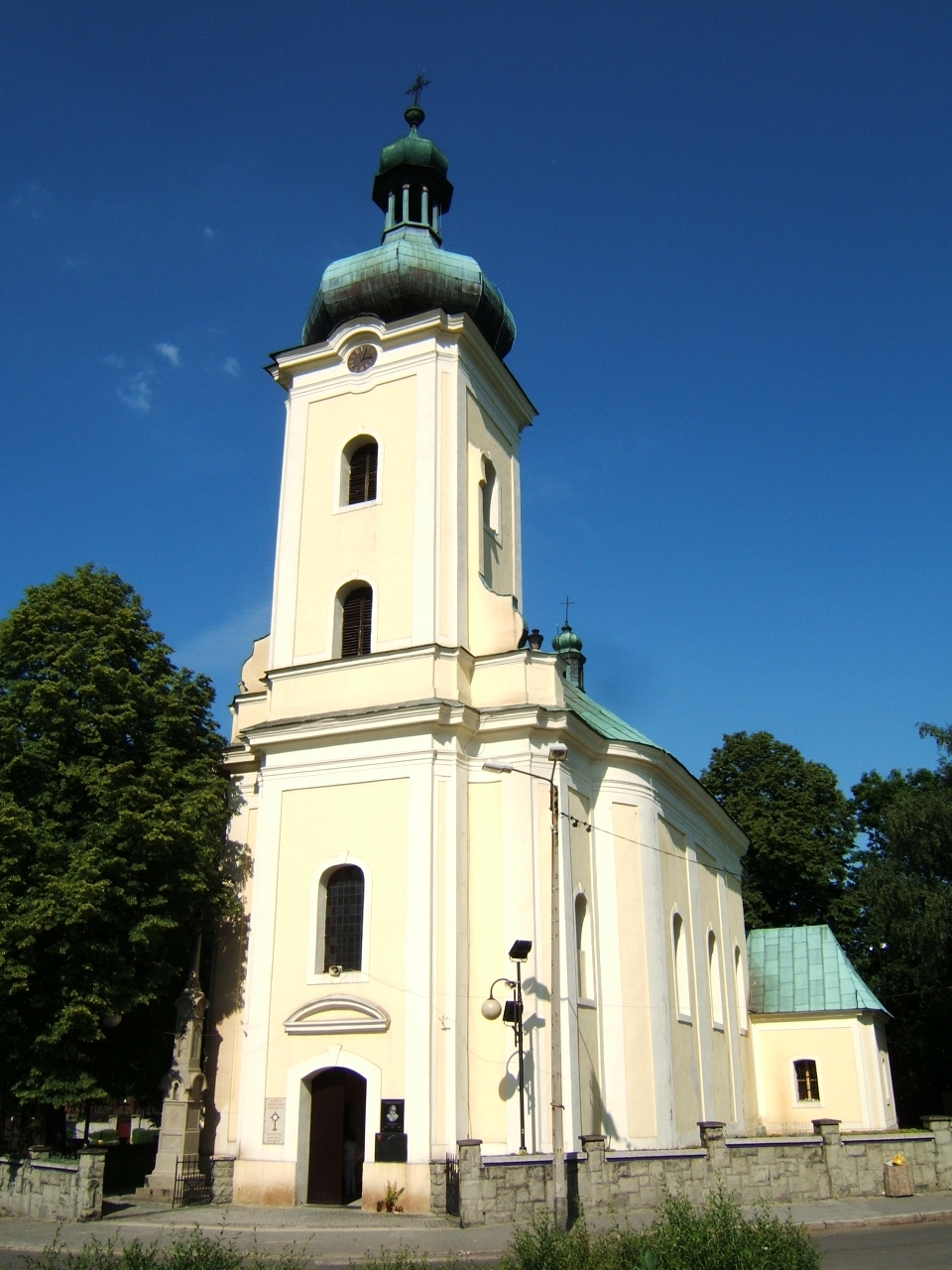
Kochłowice: późnobarokowy kościół MB z Lourdes

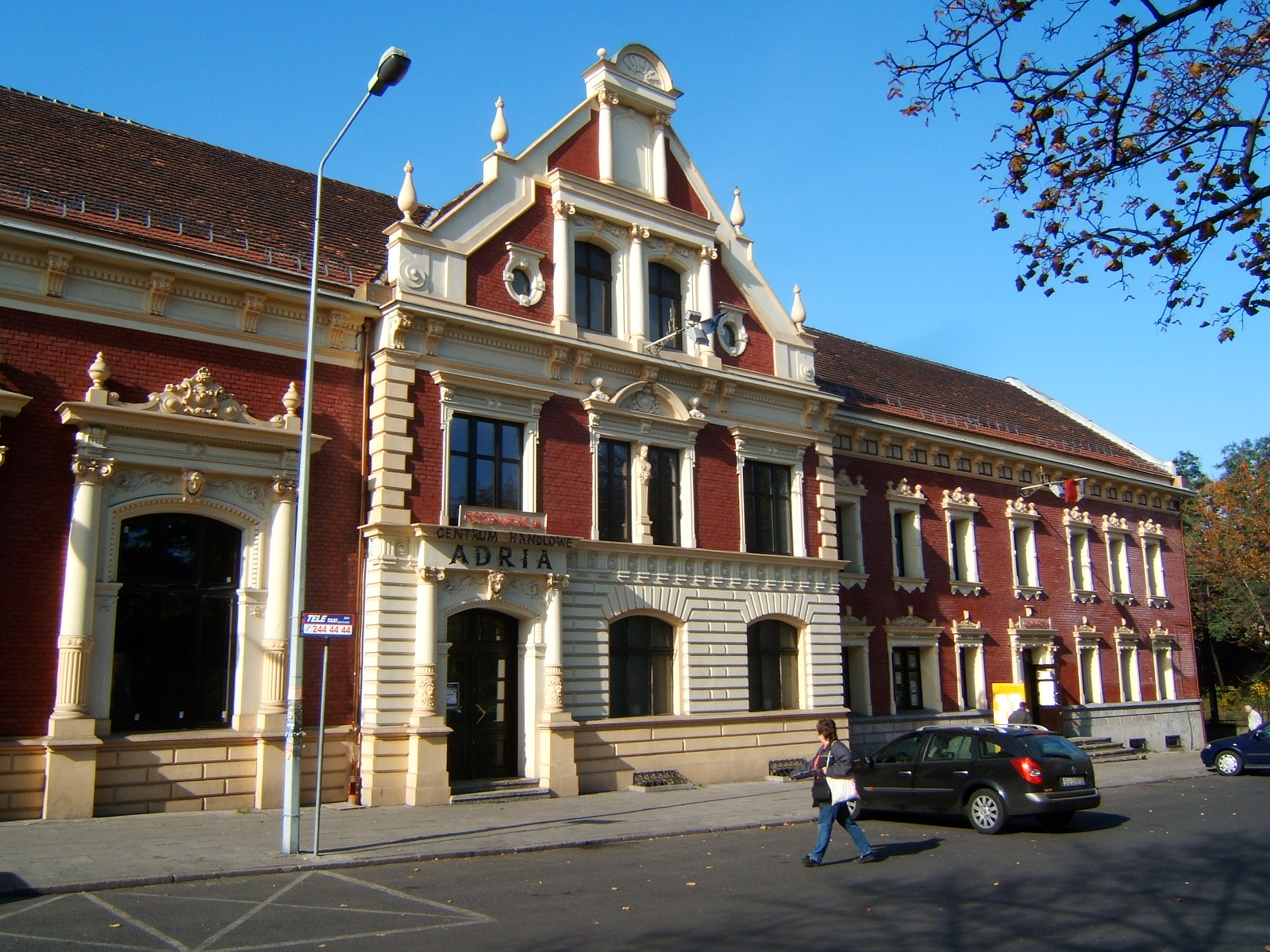
Ruda: były Dom Kultury KWK „Wawel”

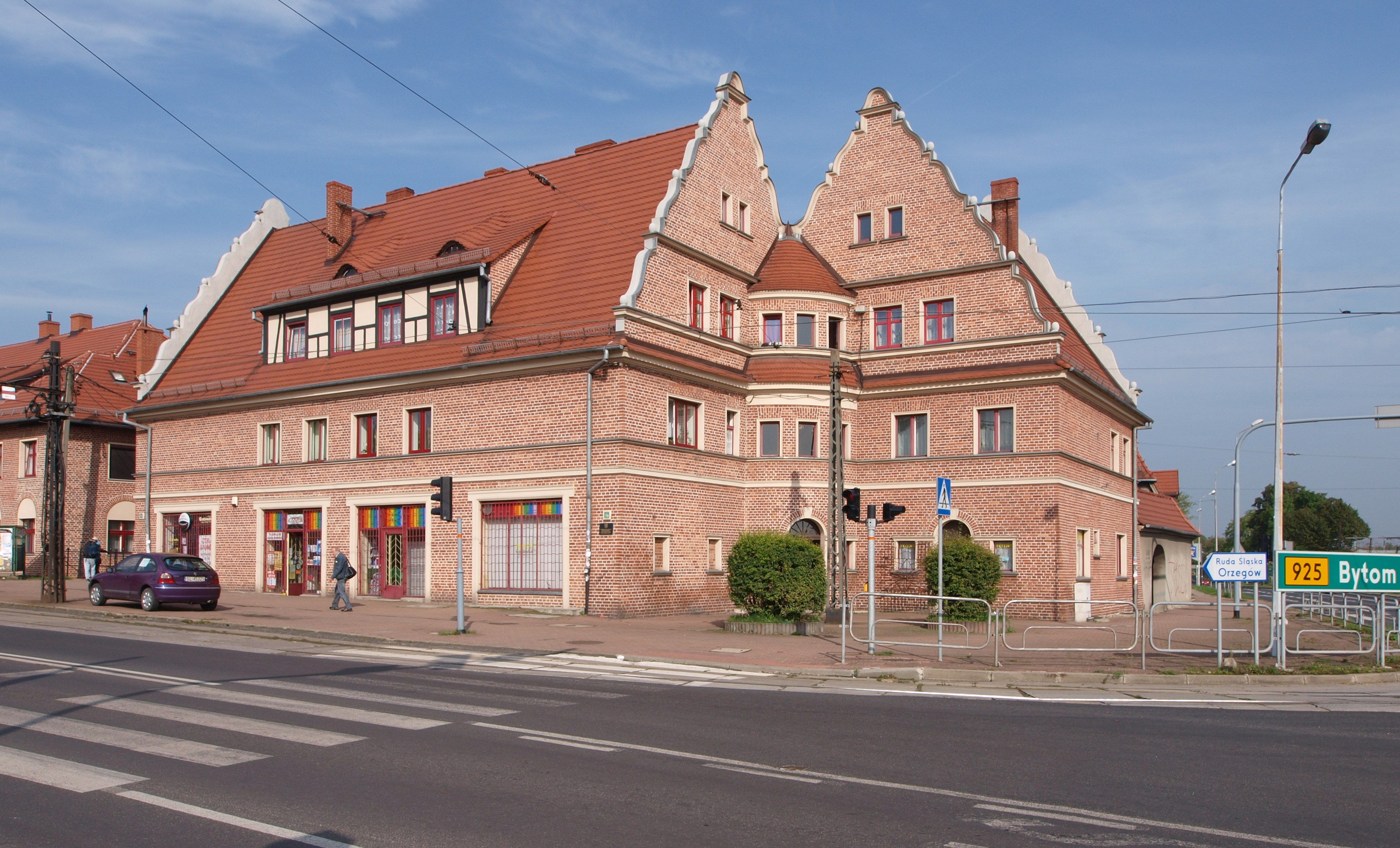
Ruda: dawna kolonia robotnicza Karol Emanuel (Karmańskie, Ruda Południowa)

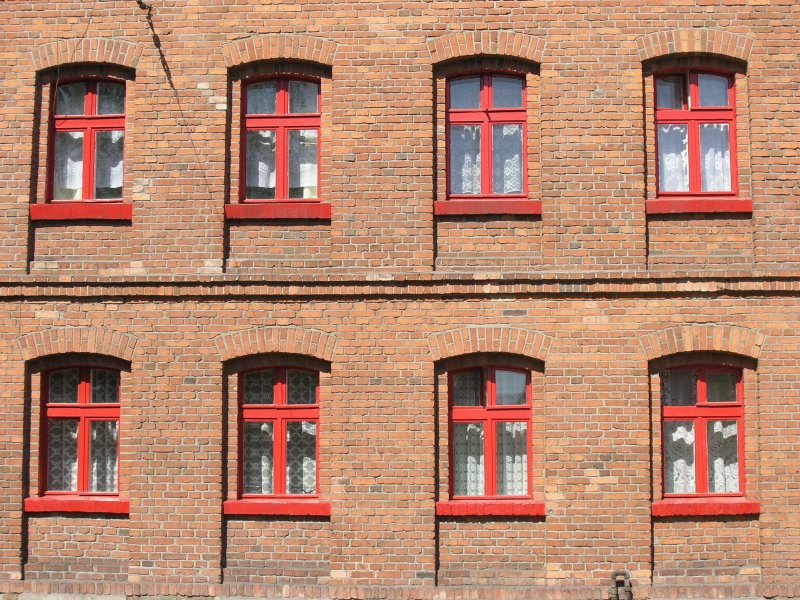
Nowy Bytom: familok na osiedlu robotniczym Kaufhaus

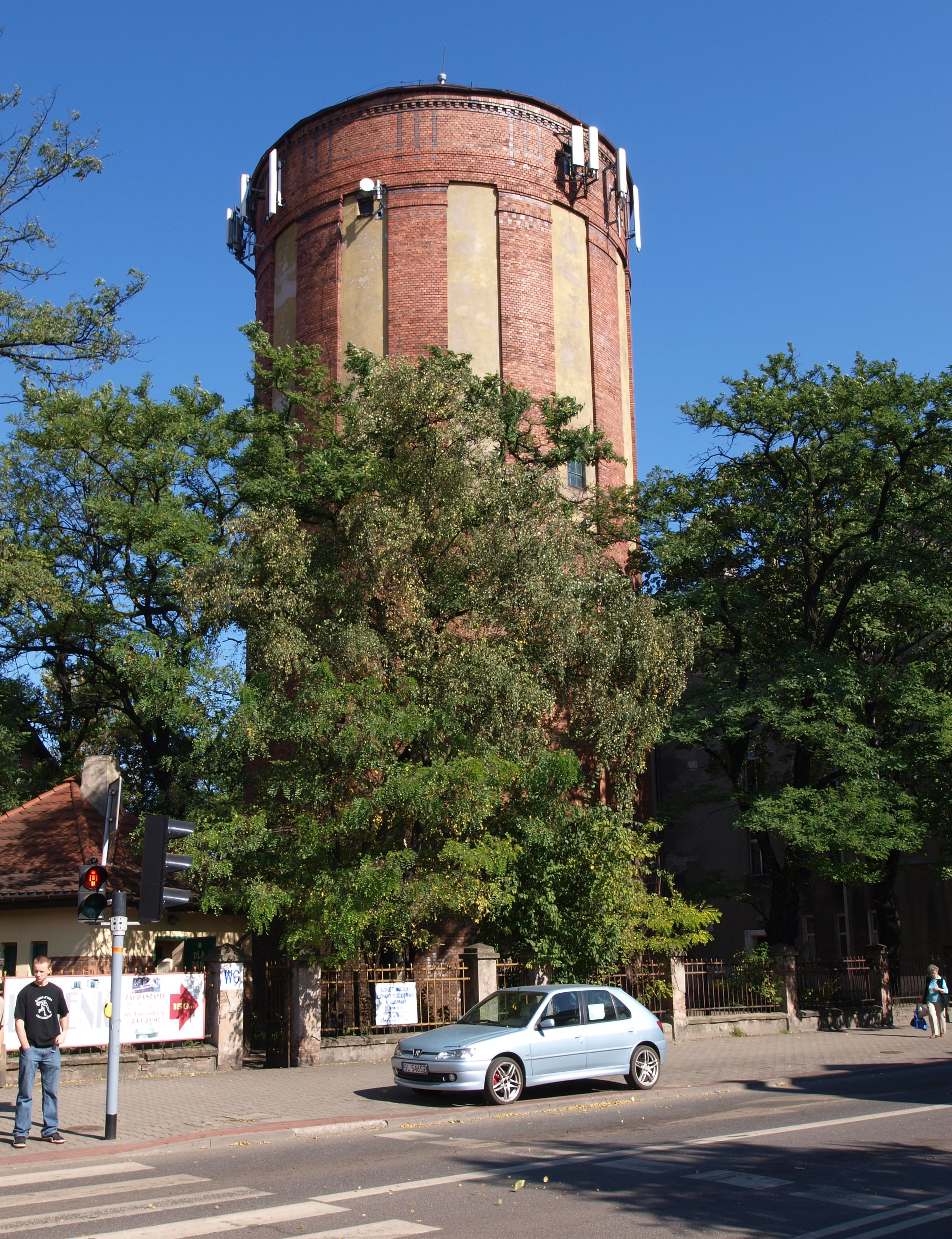
Nowy Bytom: dawna wieża ciśnień

Obszar obecnej Rudy Śląskiej tworzy kilka miejscowości, które przed laty były od siebie niezależne. Kilka z nich ma rodowód średniowieczny, jednak silny rozwój terenów obecnej Rudy Śląskiej nastąpił w XIX wieku, kiedy to silnie zaczął rozwijać się przemysł ciężki. Zmiany wtedy zapoczątkowane doprowadziły do scalania się niezależnych dotąd miejscowości w nowe organizmy. W ten sposób w 1951 powstały miasta Ruda i Nowy Bytom, które w 1959 połączyły się w miasto Ruda Śląska.

### Średniowiecze
W 1179 teren obecnego miasta został odłączony od Małopolski i włączony do Śląska. Obecna dzielnica Ruda istniała jako wieś już w 1243. O jej lokacji na prawie niemieckim wspomina tzw. Rejestr Ujazdu, sporządzony w latach 1295–1305. Na podstawie tego dokumentu można stwierdzić, że obszar wsi obejmował wówczas 50 włók, czyli 1220 ha. Poza Rudą w średniowieczu powstały także Kochłowice, Orzegów, Bielszowice i Halemba.
Różnorodne jest pochodzenie nazw miejscowości znajdujących się obecnie w obrębie Rudy Śląskiej. Nazwa „Ruda” łączy się z rudami żelaza, które dawniej wydobywano na tym terenie. „Orzegów” to forma słowa „Orzegłowy” bowiem podobno po najazdach tatarskich chłopi często wykopywali przy orce ludzkie czaszki. „Kochłowice” wiążą się z osobą Kochła, którego własnością były łąki nad Kłodnicą. Potok ten dał nazwę wsi: Kłodnicy (obecnie część Halemby). Dopływ Kłodnicy – Bielcza – stał się podstawą do utworzenia nazwy „Bielszowice”. W 1313 właścicielem wsi Ruda był Marcin z Orzegowa. W 1360 po raz pierwszy wzmiankuje się Kochłowice (jako „Kochłowa Łąka”). W 1401 wzmiankowany jest zamek w Rudzie należący do rodu Rudzkich. W 1440 powstał pierwszy kościół (drewniany) w Bielszowicach. W 1472 właścicielem wsi Bielszowice jest Matiey Bielczowsky (Maciej Bielczowski). W 1478 po raz pierwszy wzmiankowana jest wieś Kłodnica. W 1543 właścicielem Rudy jest Jan Gierałtowski.
Z epoki średniowiecza do naszych czasów zachował się średniowieczny gródek stożkowy w dzielnicy Kochłowice, który funkcjonował między wiekiem XIII a XV.

### Epoka nowożytna
Od samego początku tereny miasta związane były z wydobyciem rud metali. Doprowadziło to do odkrycia znacznie cenniejszego produktu – węgla kamiennego – w II poł. XVII w. Prawie każde górnicze miasto szczyci się legendą, która opowiada, że węgiel kamienny dzięki zrządzeniu losu odkryli pastuchowie. Oni to mieli zauważyć właściwości „czarnych kamieni”, którymi otaczali ogniska. Legenda jest bardzo rozpowszechniona na Górnym Śląsku, ale to właśnie w Rudzie pokłady węgla wychodziły na powierzchnię, a z tego faktu, już niedaleko do odkrycia dokonanego przez pastuchów. Do tego czasu Ruda miała przede wszystkim charakter rolniczy. Odnalezione pokłady przyczyniły się do uprzemysłowienia tych terenów. Przybywający tu liczni przedsiębiorcy budowali kopalnie, huty, koksownie i cementownie. Wraz z rozwojem przemysłu przyszły: znaczący wzrost liczby ludności oraz całkowita zmiana stylu życia mieszkańców wsi. Wokół zakładów przemysłowych zaczęły pojawiać się liczne osiedla robotnicze, familoki. Tak więc od 1740 na terenie Rudy rozpoczęły się formalne starania o nadanie kopalń. Trudno jeszcze jednak mówić o górnictwie, skoro w 1752 załoga kopalni („Brandenburg”) liczyła dwóch górników fachowców sprowadzonych z Saksonii.
Obfite zasoby węgla przyciągały wielu przedsiębiorców, którzy inwestowali w ten teren, budując kopalnie, huty, koksownie oraz cegielnie. Wpłynęło to na szybki wzrost liczby mieszkańców i zmieniło oblicze rudzkiej wsi. Rolnictwo ograniczało się do drobnych gospodarstw, których właściciele pracowali również w przemyśle. W 1889 r. w Rudzie, dzisiejszej dzielnicy Rudy Śląskiej zamontowano oświetlenie elektryczne, dzięki czemu Ruda stała się pierwszą wsią w Rzeszy Niemieckiej posiadającą to udogodnienie.
W krajobrazie Rudy zaczęły pojawiać się osiedla robotnicze, otaczające zwartymi kompleksami tereny kopalni. Miejscowi potentaci zaczęli tworzyć warunki życia dla bardzo swoistego stanu społecznego, jakim byli górnicy. Żyjąc w cieniu kopalni, widząc ciągle ręce czarne od węgla, dorastając i umierając w rzeczywistości nierozerwalnie związanej z kopalnianymi chodnikami, ludzie ci tworzyli swoją własną, niepowtarzalną kulturę. W 1918 powstało tu polskie Towarzystwo Gimnastyczne „Sokół”, a od 1919 Towarzystwo Czytelni Ludowych oraz polskie towarzystwa śpiewacze „Dzwon” i „Promień”. Powstała także założona przez mieszkańców Polska Organizacja Wojskowa Górnego Śląska (organizatorzy A. Gruchel i Wiktor Weidemann). W czasie strajku szkolnego polskich dzieci w czerwcu 1920 przeciwko niemieckim represjom protestowało 1317 uczniów.

### Dwudziestolecie międzywojenne
W latach 1919–1921 w czasie powstań śląskich w walkach uczestniczyło 3000 osób z terenu Rudy Śląskiej. Strajk generalny, który przyspieszył wybuch I Powstania został zapoczątkowany lokautem w kopalni „Lithandra”. O Rudę prowadzono także zwycięskie dla powstańców walki w II powstaniu śląskim w dniach 2/3 sierpnia 1920. Do dziś trwa w Rudzie pamięć o działaczach z okresu powstań, w tym o Wincentym Janasie i Piotrze Niedurnym. Powstania śląskie zapisały się krwawymi kartami w historii miasta i pozostawiły za sobą liczne nagrobki na rudzkich cmentarzach, jednak w ich wyniku przeprowadzono plebiscyt, w którym mieszkańcy Rudy w większości wskazali, że chcą by Ruda Śląska była przyłączona do Polski.
Wyniki plebiscytu w miejscowościach wchodzących dziś w skład Rudy Śląskiej:
| Miejscowość    | Liczba głosów za Polską | Liczba głosów za Niemcami |
| -------------- | ----------------------- | ------------------------- |
| Bielszowice    | 4546                    | 1874                      |
| Ruda           | 6212                    | 4105                      |
| Orzegów        | 5035                    | 2677                      |
| Godula-Chebzie | 2177                    | 1330                      |
| Nowy Bytom     | 3505                    | 4998                      |
| Wirek          | 2634                    | 2851                      |
| Bykowina       | 841                     | 353                       |
| Halemba        | 829                     | 176                       |
| Kłodnica       | 228                     | 22                        |
| Kochłowice     | 3364                    | 968                       |
| Nowa Wieś      | 2935                    | 1438                      |
| Razem          | 32306                   | 20792                     |

W 1922 r. cały teren obecnej Rudy Śląskiej przyłączono do Polski i znalazł się w województwie śląskim, stając się przy tym siedzibą powiatu rudzkiego. 15 lutego 1924 r. zniesiono powiat rudzki, a jego terytorium włączono do powiatów katowickiego, pszczyńskiego, rybnickiego i świętochłowickiego. Cały okres międzywojenny wiązał się rozwojem przemysłu na terenie Rudy Śl., był to jeden z bardziej przemysłowych obszarów w Polsce.

### II wojna światowa

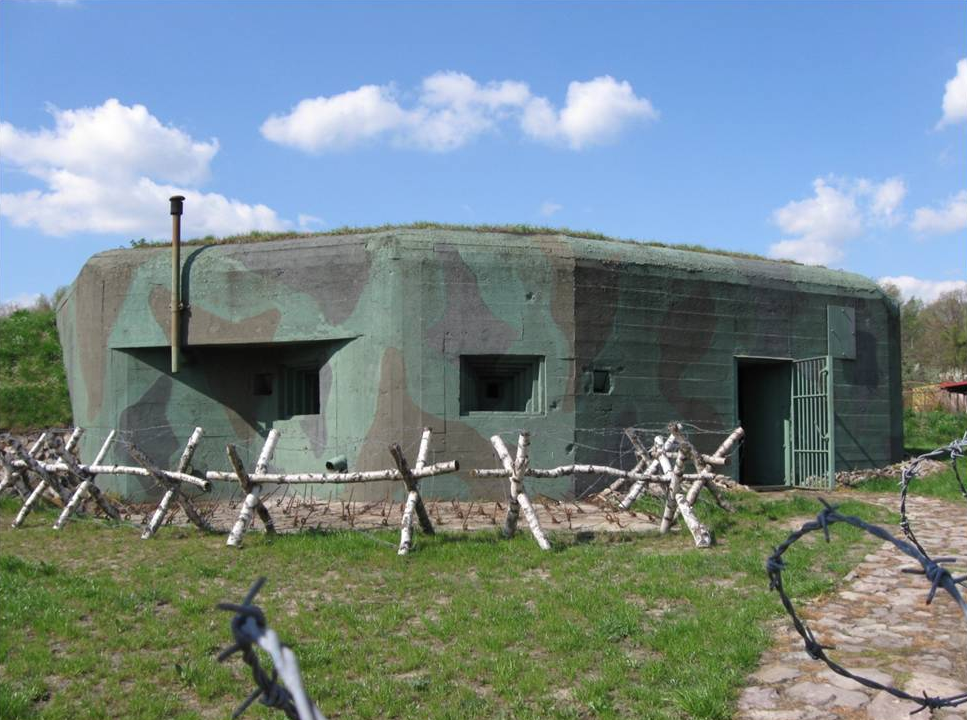
Schron bojowy w Kochłowicach

Czas okupacji hitlerowskiej to kolejne bolesne daty w historii miasta. Pierwsze oddziały niemieckie weszły do Rudy już 2 września 1939 r. po wycofaniu się wojsk polskich. 1 października 1939 r. w Nowym Bytomiu odziały Freikorps Ebbinghaus zastrzeliły 18 Polaków – działaczy propolskich (m.in. Hermana Kubicę, Jadwigę Markową, Wilhelma Prokszę, Karola Tlaszczyka).
Przy trasie samochodowej ze Świętochłowic (Schwientochlowitz) do Rudy Śląskiej, za ostrym zakrętem w prawo przy zakładach Zgoda, znajdował się do 1945 niemiecki obóz, w którym ginęli polscy patrioci. Obecnie tylko brama i słupy z czerwonej cegły przypominają o tym miejscu. W latach 1942–1945 znajdował się tam podobóz koncentracyjny KL Auschwitz Eintrachthütte, w którym śmierć poniosło około 400 więźniów Auschwitz. Kierował nim SS-Hauptscharführer Wilhelm Gerhard Gehring. Podobóz został opuszczony przez Niemców 23 stycznia 1945 i zajęty przez Armię Czerwoną.
Był on później wykorzystywany przez UB. W tym obozie od lutego do grudnia 1945 zmarło zdaniem katowickiej prokuratury co najmniej kolejnych 1538 osób (w większości w wyniku epidemii tyfusu, ale również w wyniku tortur i morderstw dokonywanych przez polskiego komendanta i polskich strażników obozu). Większość ofiar byli to początkowo Ślązacy (niezależnie czy byli Polakami, czy Niemcami), a potem inni mieszkańcy Śląska oskarżeni o „narodowość niemiecką” (volksdeutsche) lub „niechęć do nowej władzy ludowej” oraz członkowie NSDAP. Prokuratura w Katowicach ustaliła, że za drutami obozu znaleźli się także, z niewiadomych przyczyn, Szwajcarzy oraz Holendrzy (38 osób). Obóz funkcjonował w latach 1945–1948, a jego komendantem był Salomon Morel, który był Żydem.
Niemal natychmiast po zakończeniu walk, w 1945 roku, mieszkańcy rozpoczęli ratowanie swoich zakładów i przygotowanych do zalania kopalń. Dzięki nim nie ustało wydobycie węgla.

### Po II wojnie światowej
Do 1950 istniało na terenie dzisiejszej Rudy Śląskiej szereg miejscowości, każda z własną wielowiekową przeszłością. W 1951 w wyniku zlikwidowania powiatu katowickiego stworzono z nich dwa miasta wydzielone: Nowy Bytom i Rudę. W 1959 oba miasta połączono i tak powstała dzisiejsza Ruda Śląska. Istnieją w niej obok siebie nowoczesne osiedla mieszkaniowe oraz kolonie starych familoków. Do dzisiaj funkcjonują stare kopalnie, założone przez niemieckich potentatów przemysłowych: Ballestremów, Schaffgotschów, Donnersmarcków, czy przez Joannę Gryzik, „rudzkiego Kopciuszka” (dziedziczkę fortuny Karola Goduli, króla cynku). Dalsze lata wiązały się z napływem w dużej ilości ludności polskiej z innych regionów Polski, która często dostawała pracę w hutach i kopalniach, choć mimo napływu nowej ludności miasto ma jeden z wyższych odsetków rdzennej ludności w całym regionie.

## Zabytki

### Dzielnica Bielszowice

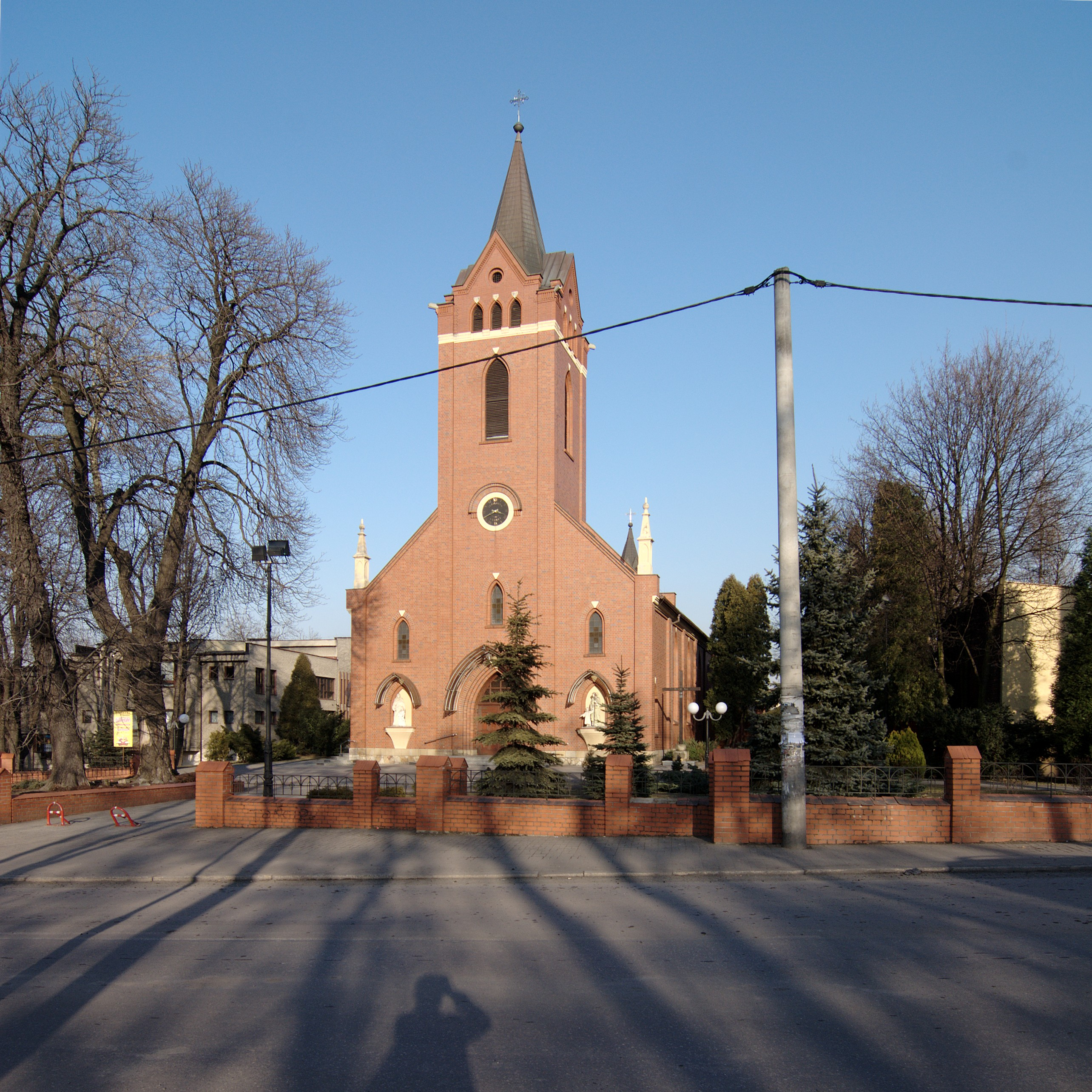
Bielszowice: kościół pw. św. Marii Magdaleny

- Kościół św. Marii Magdaleny (1883) – ul. ks. Niedzieli 6; wybudowany według projektu architektów Phillipa i Traufelda z Gliwic.

### Dzielnica Chebzie
- Dworzec kolejowy (z przełomu XIX i XX w.) – ul. Dworcowa 33; obiekt posiada charakterystyczną elewację w formie pseudo muru pruskiego[12], obecnie siedziba Miejskiej Biblioteki Publicznej w Rudzie Śląskiej (Stacja Biblioteka)[13].

### Dzielnica Godula

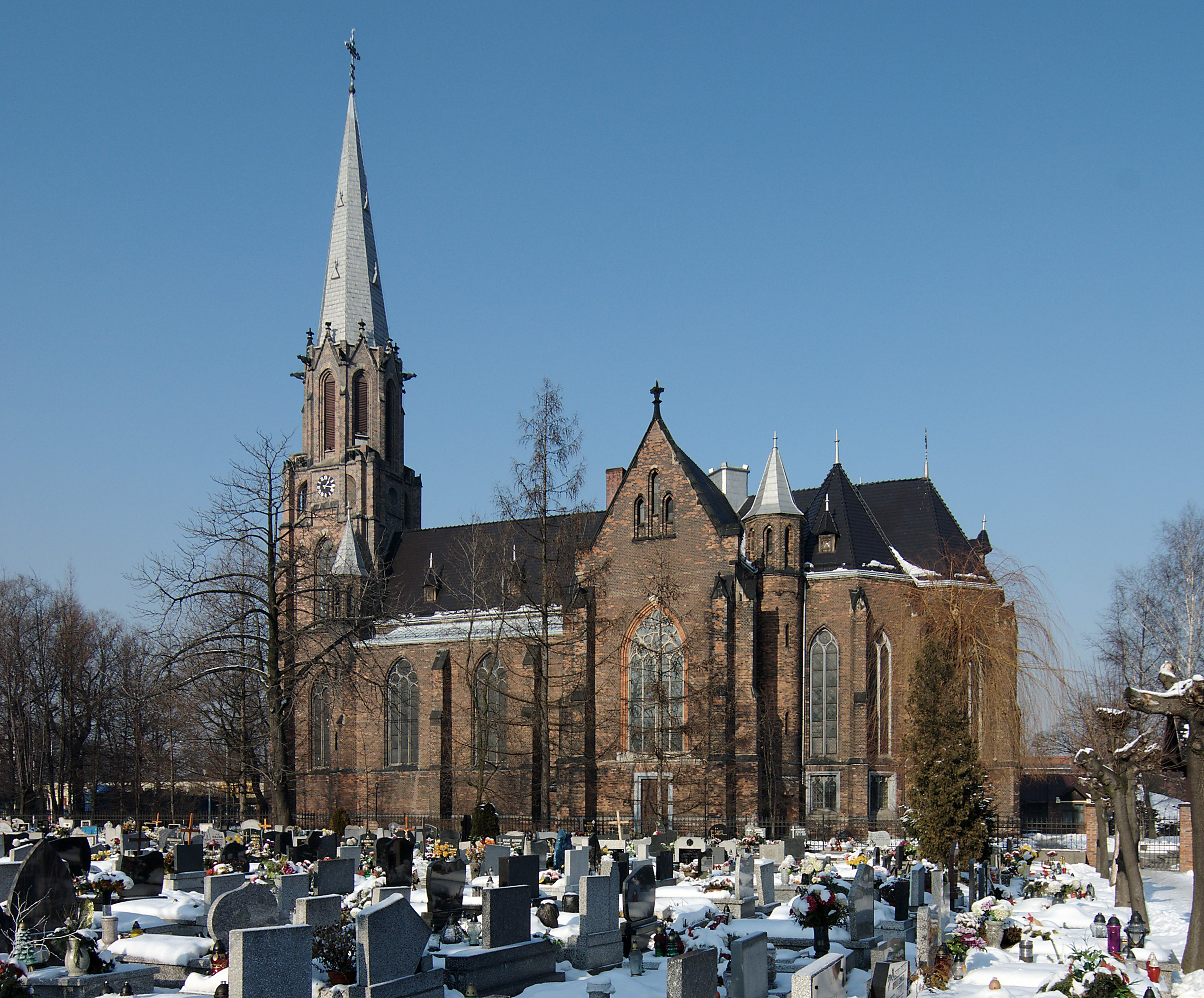
Godula: kościół pw. ścięcia św. Jana Chrzciciela

- Kościół ścięcia św. Jana Chrzciciela (1868-1871) – ul. Goduli; wybudowany na planie krzyża według projektu Teodora Linkego.

### Dzielnica Halemba

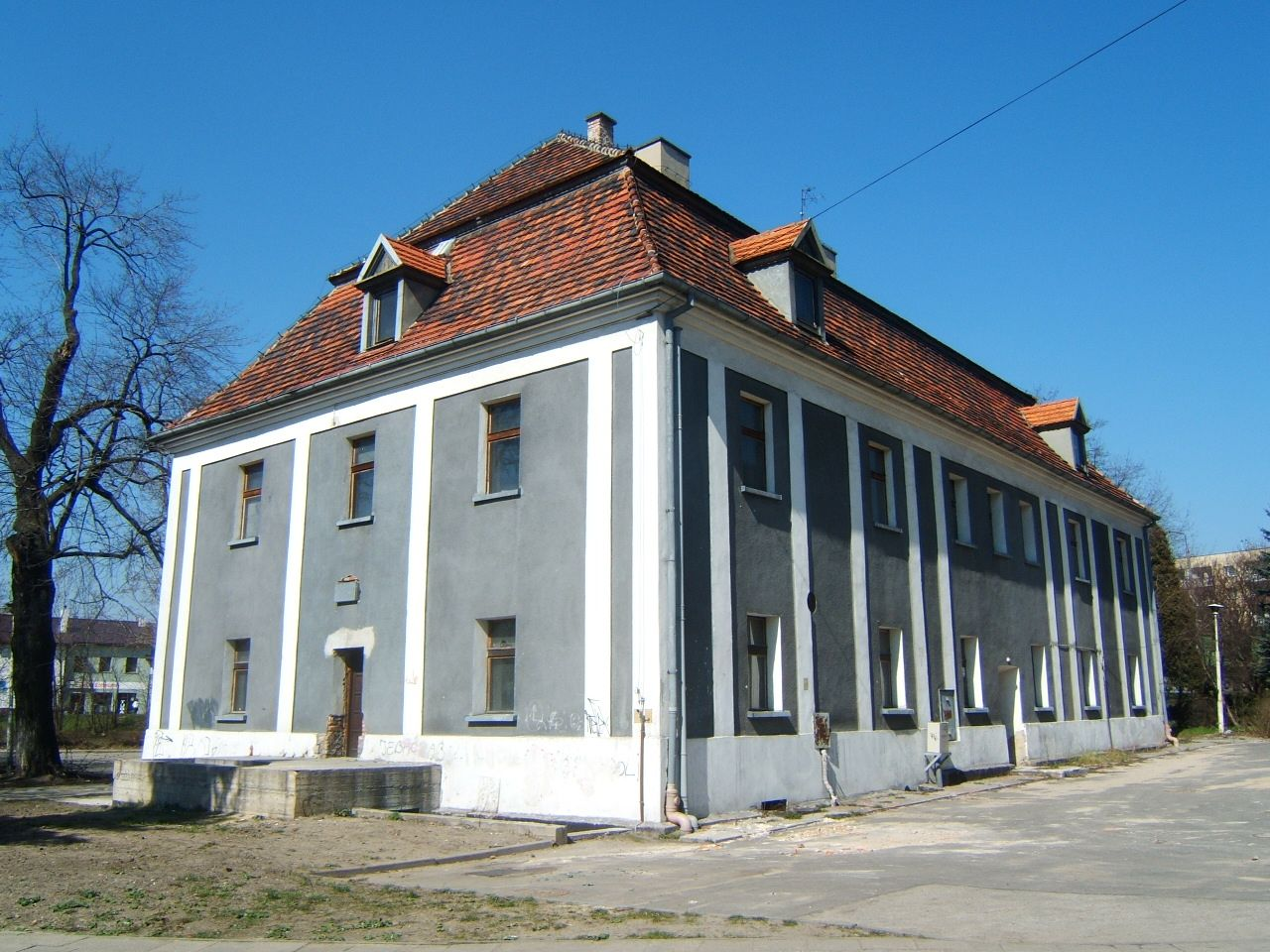
Halemba: klasycystyczny pałacyk Donnersmarcków

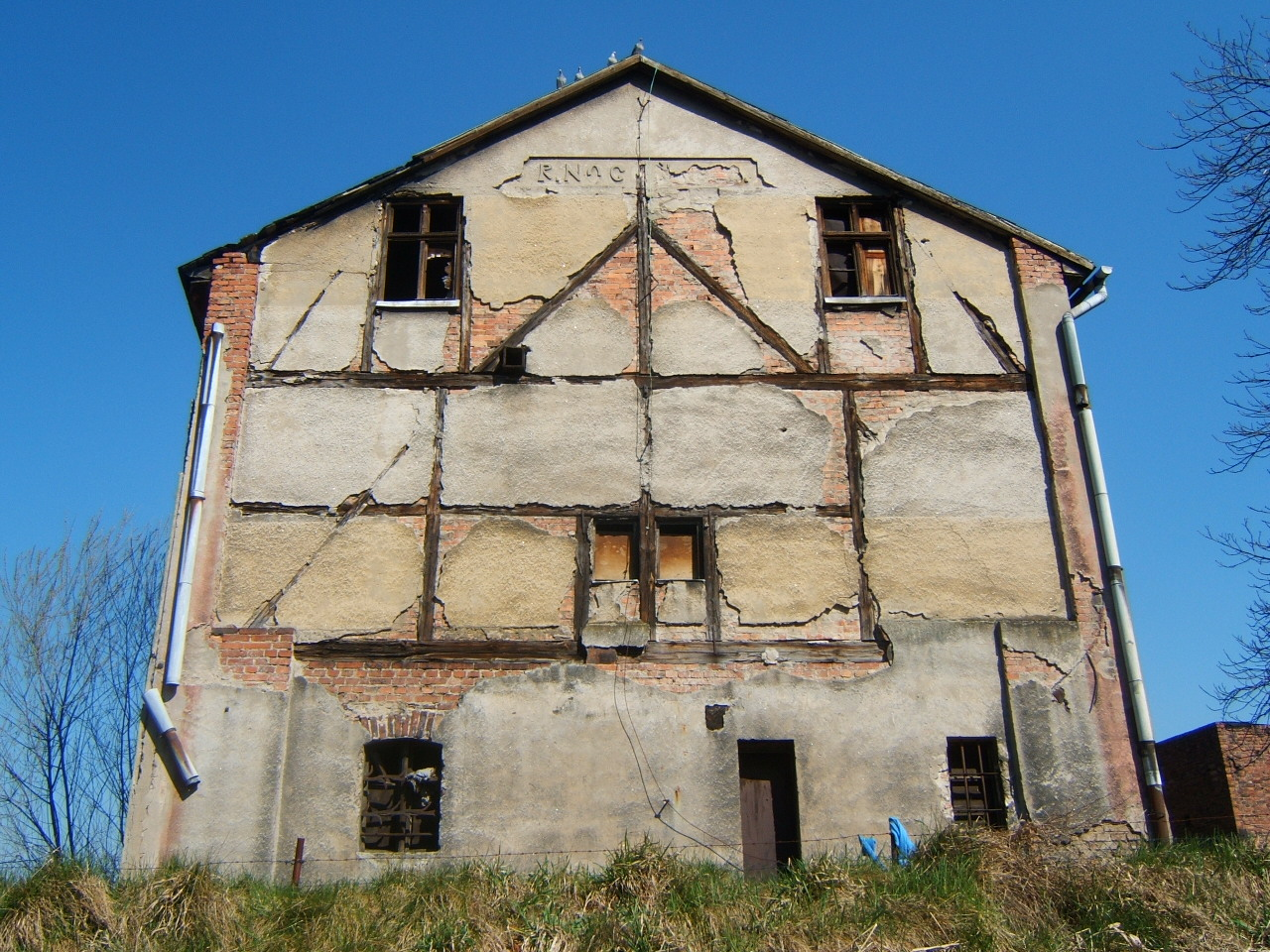
Halemba: młyn nad rzeką Kłodnicą

- Pałacyk Donnersmarcków (poł. XVIII) – ul. 1 Maja 32. Piętrowy murowany klasycystyczny budynek, stanowiący część folwarku rodziny Henckel von Donnersmarck. Posiada zwartą bryłę, którą nakrywa mansardowy dach z lukarnami. Skromną elewację zdobią pionowe lizeny. W części środkowej fasady przedniej znajduje się lekko wysunięty ryzalit zwieńczony tympanonem. W 2011 r. budynek został wyremontowany i przekazany Miejskiej Bibliotece Publicznej.

- Młyn nad rzeką Kłodnicą (XIX wiek?) – ul. Graniczna. Powstał prawdopodobnie w II połowie XIX w. Jest to murowany budynek na planie prostokąta, o zwartej bryle, tynkowany, nakryty dwuspadowym dachem. W konstrukcji zastosowano tzw. szachulec.

- Kościół Matki Boskiej Różańcowej (1890) – skrzyżowanie ulic Kłodnickiej i 1 Maja. Jest to najstarsza świątynia dzielnicy, powstała w końcu XIX w. Kościół został wzniesiony z cegły w tzw. Rundbogenstil (stylu arkadowym), będącym wczesną formą neogotyku, z elementami muru pruskiego (konstrukcja szachulcowa).

### Dzielnica Kochłowice

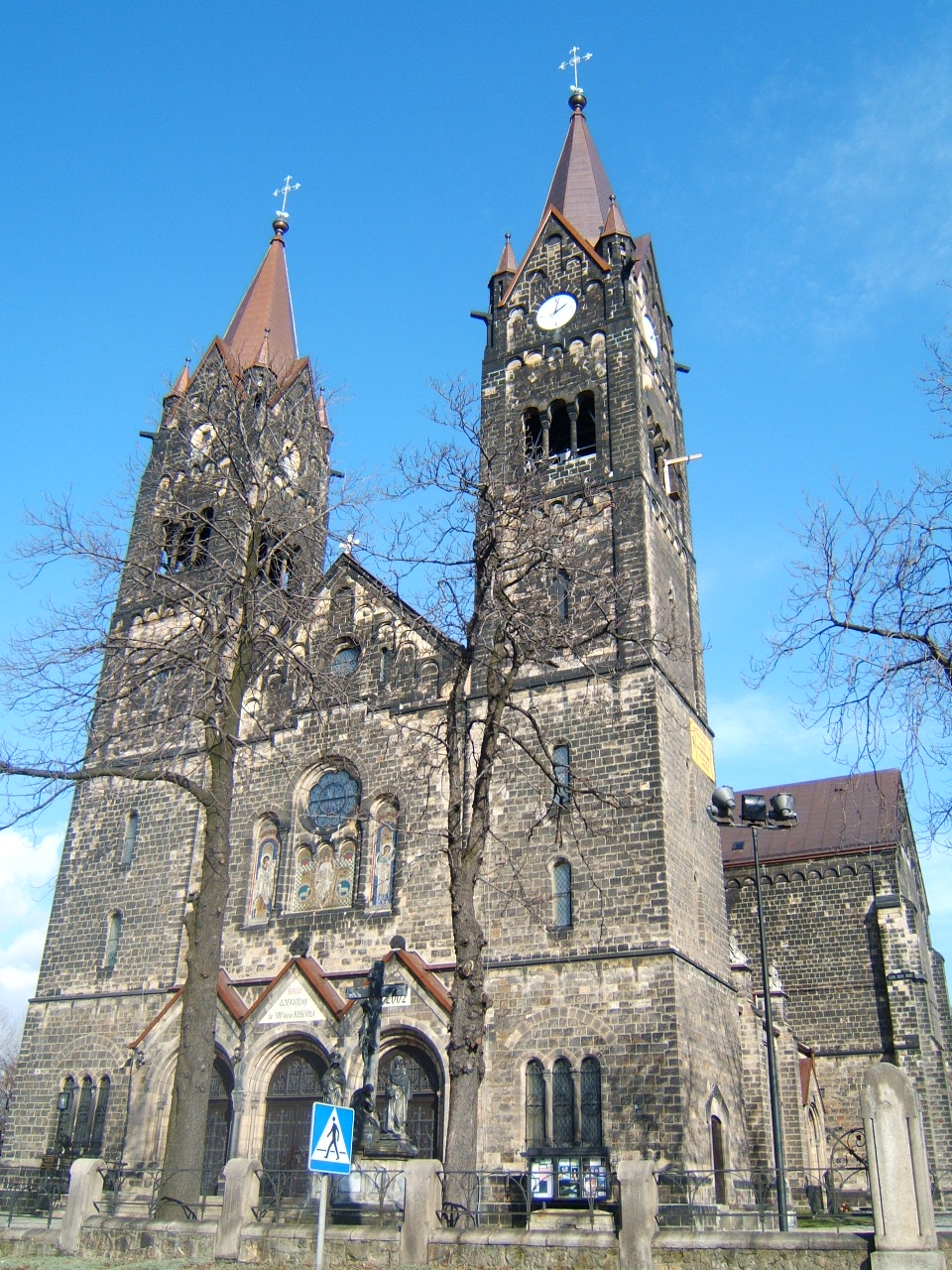
Kochłowice: kościół pw. Trójcy Św

- Grodzisko Kochłowickie (XIII-XV w.) – ul. Barbary / Wirecka. Znajduje się w widłach Kochłówki (zw. też Potokiem Bielszowickim) i cieku płynącego z północy od strony Bykowiny. Gródek posiada dobrze zachowaną fosę (od strony północnej), dziś już suchą, dawniej wypełniona wodą. Sam obiekt składa się z dwóch części: stożka, na którym znajdowała się drewniana wieża, oraz podgrodzia. Jest to najstarszy zachowany zabytek Rudy Śląskiej.

- Średniowieczny układ lokacyjny wsi – tzw. kochłowicki rynek. Jest to owalnica z promieniście wychodzącymi ulicami. W centralnym punkcie znajduje się późnobarokowy kościół pw. Matki Boskiej z Lourdes.

- Sanktuarium Matki Boskiej z Lourdes (1806) – ul. Piłsudskiego 1. Późnobarokowy, murowany, w miejscu wcześniejszego drewnianego kościoła z 1670 r. Wyposażenie przeniesione z pierwszego kościółka: organy 10-głosowe, balaski, balustrada chóru, późnobarokowa ambona wisząca, kamienna chrzcielnica (obecnie kwietnik). Wyposażenie XIX-wieczne: witraże w prezbiterium z 1885, ołtarze boczne. Wyposażenie XX-wieczne: ołtarz główny w formie groty lourdzkiej – z cegły obsypanej gruzem skalnym nawiezionym z Lourdes w czasie budowy kościoła. Od 19 grudnia 2008 r. jest to Sanktuarium Matki Bożej z Lourdes.

- Kościół pw. Świętej Trójcy (1902) – ul. ks. L. Tunkla. Wzniesiony w stylu neoromańskim w 1902 r. wg projektu Ludwiga Schneidera. Budowla posiada elewację zewnętrzna pokrytą piaskowcem i oryginalne, XIX-wieczne wyposażenie wnętrza.

- Schron bojowy nr 75 w Kochłowicach Grupy Bojowej Kłodnica-Kochłowice (1937) – ul. Pomorska – element dawnej linii umocnień Obszaru Warownego Śląsk. Jest wyposażony w pancerną kopułę obserwacyjno–bojową. Jego uzbrojenie stanowiły 3 ckmy i 2-3 rkmy. W ostatnich miesiącach schron został gruntownie wyremontowany przez grupę miejscowych pasjonatów.

### Dzielnica Nowy Bytom

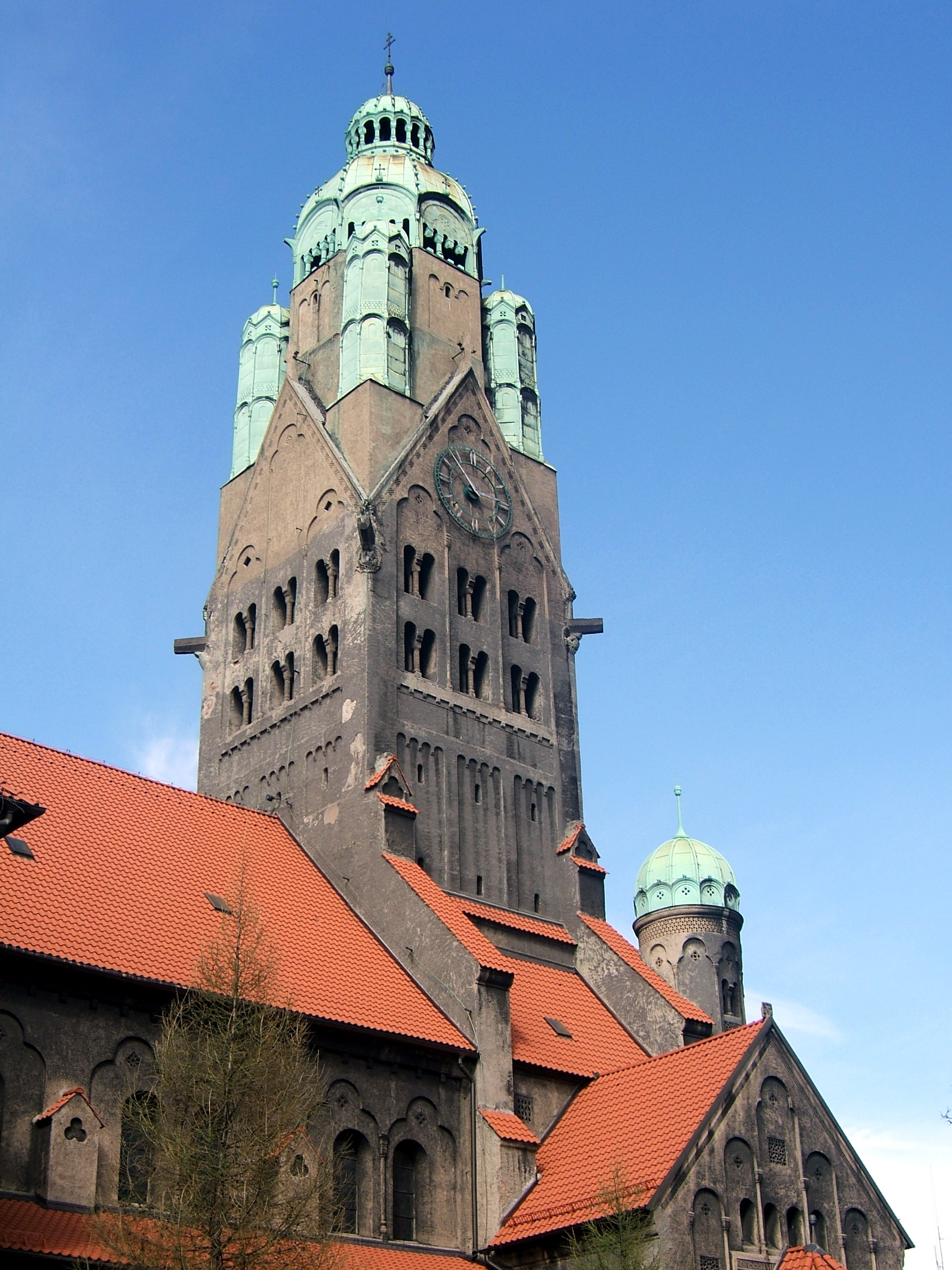
Nowy Bytom: kościół pw. św. Pawła Apostoła

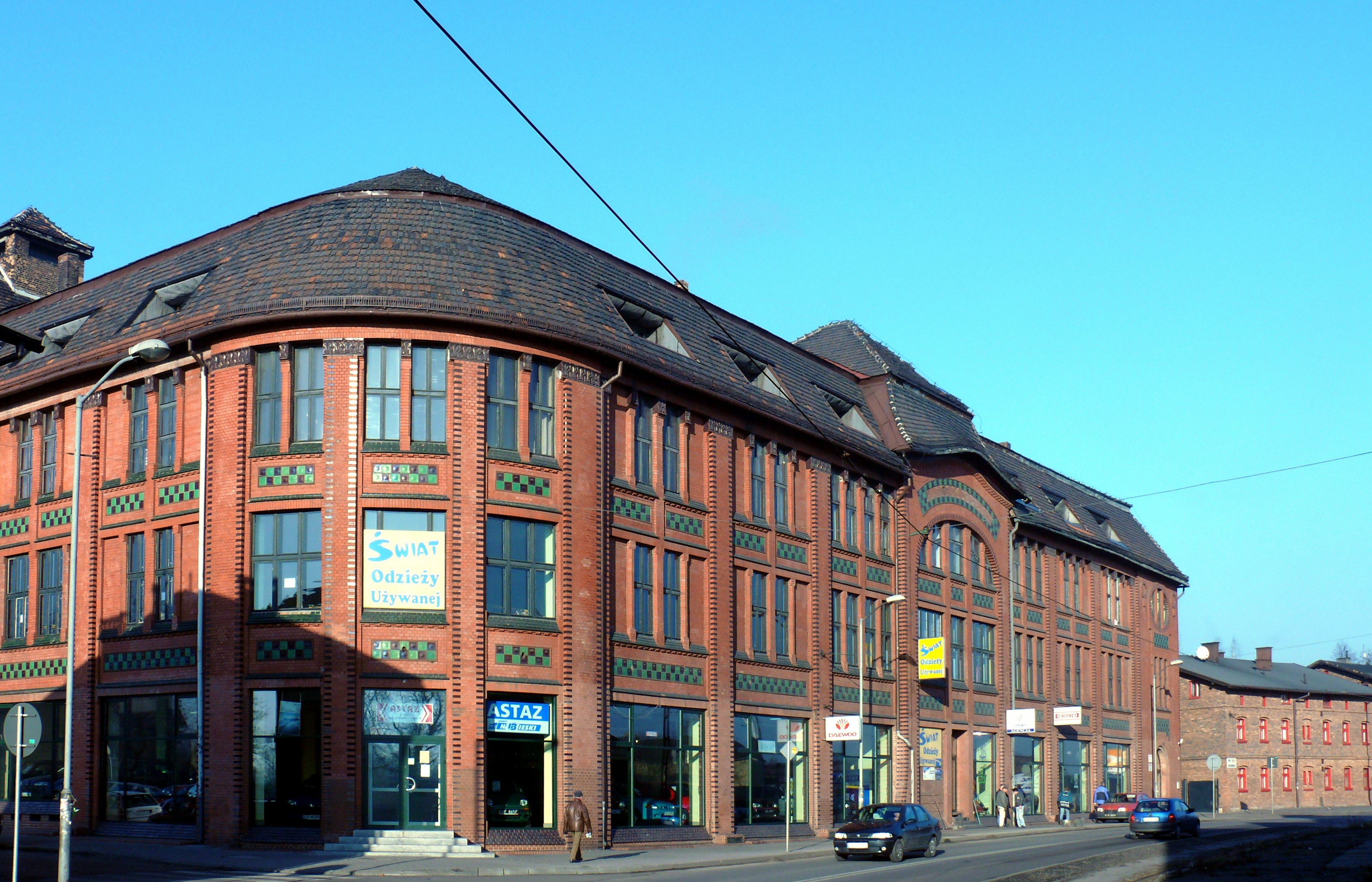
Nowy Bytom: dom handlowy (Kaufhaus) na osiedlu robotniczym Kaufhaus

- Kościół pw. św. Pawła Apostoła (1912) – plac Jana Pawła II. Potężna neoromańska bazylika z masywną wieżą od strony wschodniej. Na uwagę zasługują bogate zdobienia elewacji kościoła, nawiązujące do sztuki bizantyjskiej. Autorem projektu był Johannes Franziskus Klomp.
- Kaufhaus (osiedle) (1880) – ul. Niedurnego. Osiedle robotnicze pracowników huty „Pokój”, założone w XIX w. i później rozbudowane. W centrum znajduje się monumentalny dom handlowy, tzw. Kaufhaus, od którego nazwę wzięło całe osiedle.
- Wielki piec Huty Pokój (1968) – ul. Piotra Niedurnego 79[14]. Obiekt wpisany do rejestru zabytków, prowadzonego przez Wojewódzki Urząd Ochrony Zabytków w Katowicach (nr rej. A/360/12 z 27 listopada 2012)[15]. Obecnie należy do Miasta Ruda Śląska[16], które przeprowadziło międzynarodowy konkurs architektoniczny na projekt jego adaptacji na cele kulturalne (przedsięwzięcie czeka na realizację)[17]. W 2020 r. obiekt został wpisany na Europejski Szlak Dziedzictwa Przemysłowego – ERIH (European Route of Industrial Heritage)[18].

### Dzielnica Orzegów

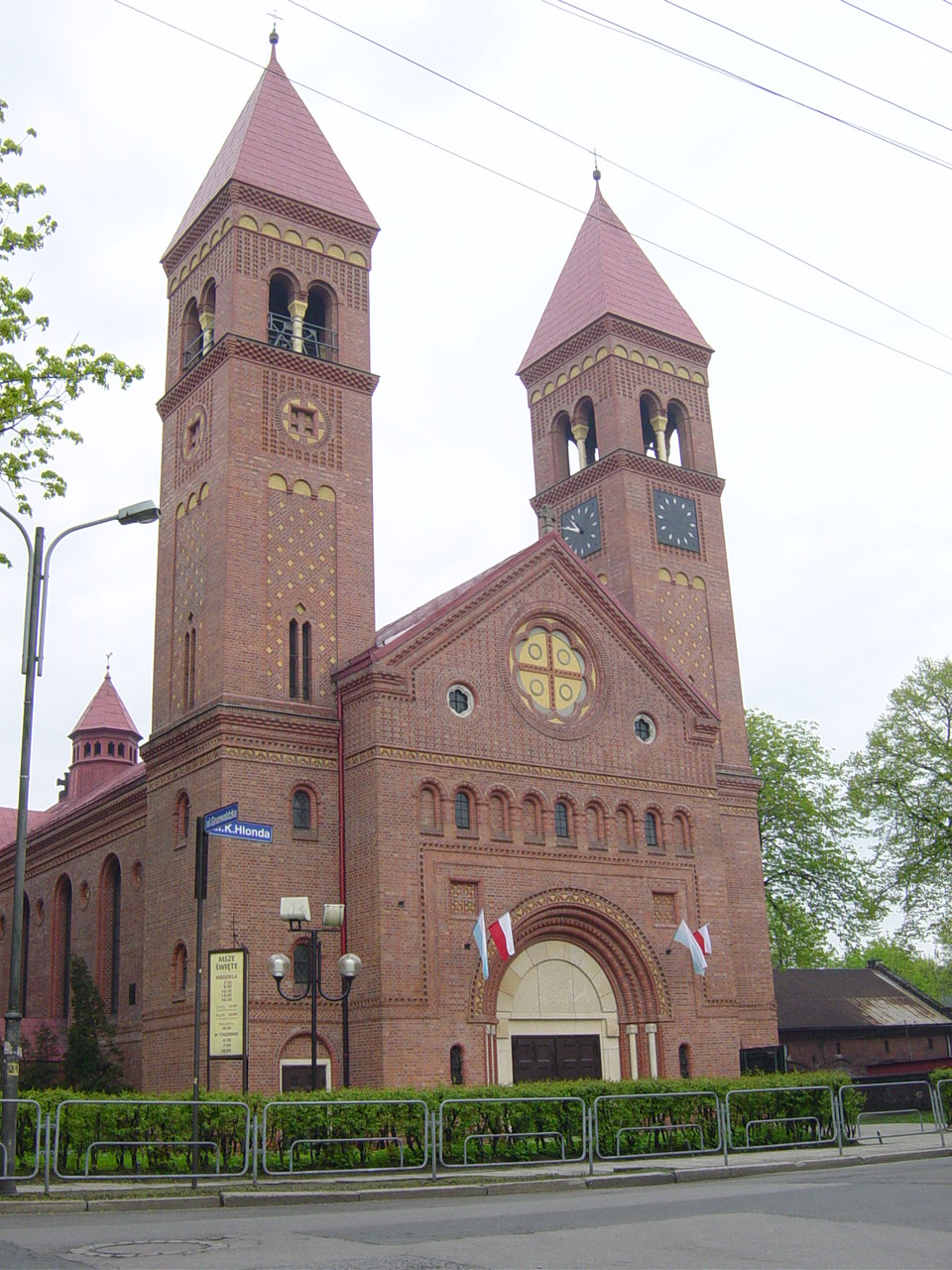
Orzegów: kościół pw. św. Michała Archanioła

- Kościół pw. św. Michała Archanioła (1894-1895, rozbudowa 1911-1912) – ul. Królowej Jadwigi; sponsorami tego kościoła była rodzina Schaffgotschów.
- Koksownia "Orzegów"[19]

### Dzielnica Ruda

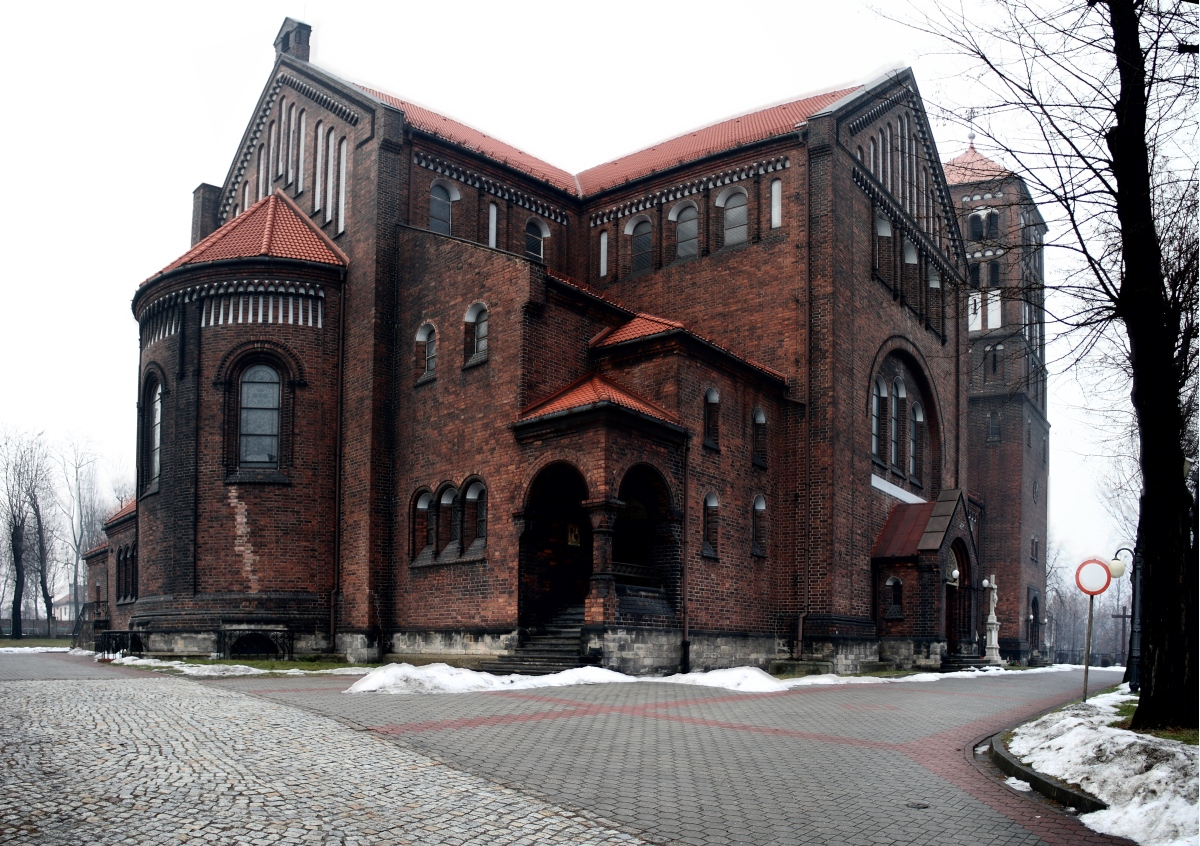
Ruda: sanktuarium pw. Św. Józefa

- Kościół pw. Matki Boskiej Różańcowej
- Sanktuarium pw. Świętego Józefa
- Kamienice przy ul. Wolności 8, 10, 13
- Kolonie robotnicze przy ulicach: ul. Kościelnej – ul. S. Staszica – ul. Wolności oraz ul. Wolności – ul. Raciborskiej
- Zespół zabudowań szybu „Franciszek”

### Dzielnica Wirek

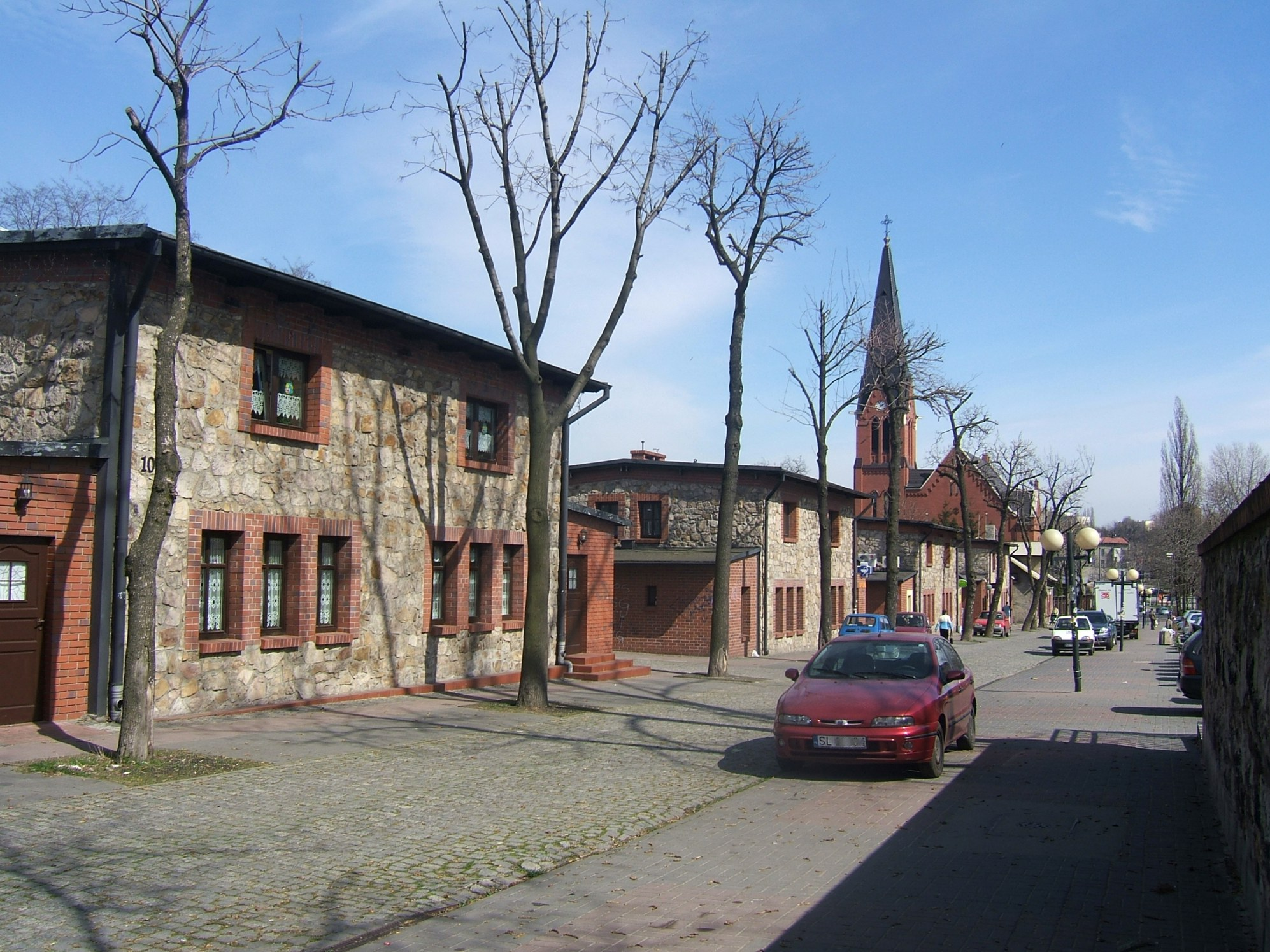
Wirek: osiedle robotnicze „Ficinus”

- Kościół pw. św. Wawrzyńca i Antoniego (1907-1909) – ul. Nowary. Trójnawowa bazylika wzniesiona w latach 1907–1908 w stylu neogotyckim z elementami neoromanizmu przez Ludwika Schneidera w miejscu wcześniejszego kościoła z 1874 r. Prace murarskie i kamieniarskie wykonał mistrz murarski Neumann z Bytomia. Uwagę zwraca masywna wieża wzorowana na ottoński westwerk, nakryta dachem dwuspadowym z sygnaturką.

- Kolonia robotnicza Ficinus (ok. 1867 r.) – ul. Kubiny. Zespół szesnastu piętrowych domów robotniczych z 1867 r. zbudowanych dla pracowników kopalni węgla kamiennego „Gottessegen” („Błogosławieństwo Boże”). Jest to jedno z najstarszych osiedli tego typu na Górnym Śląsku. Domki są murowane, wybudowane z piaskowca. Kolonia w 2006 r. znalazła się na Szlaku Zabytków Techniki wiodącym po najciekawszych obiektach zabytkowych związanych z przemysłem województwa śląskiego[20].

- Kościół ewangelicko-augsburski (1902) – ul. Kubiny i 1 Maja. Został wybudowany z cegły w stylu neogotyckim w 1902 r. Nad jego bryłą wznosi się ustawiona asymetrycznie wieża nakryta ostrosłupowym hełmem. Autorem projektu był niemiecki architekt Felix Henry (1857-1920).

- Wieża wyciągowa szybu „Andrzej”  (lata 70. XIX w.) – między ulicami Obrońców Westerplatte i Odrodzenia. Budynek nadszybia szybu „Andrzej” należał do kopalni „Gottessegen” („Błogosławieństwo Boże”), która funkcjonowała do 1926 r. Obiekt jest murowany z cegły w formie obronnej wieży typu Małachow, o podstawie kwadratu o boku 14 m. Wysokość wieży wynosi 23,4 m (łącznie z konstrukcją dachową 28 m). Grubość murów do wysokości 5,5 m wynosi 1300 mm, następnie do wysokości 17,8 m (do poziomu pomostu kół linowych) 1030 mm, a powyżej – 510 mm.

- Kamienica mieszkalno-usługowa przy ul. 1 Maja 246, powstała na początku XX wieku. Zlokalizowany tu dawniej sklep mięsny wyłożony został płytkami ceramicznymi. W drugim dziesięcioleciu XXI wieku ulokowana była tu kawiarnia, stąd zachowała się tylko część oryginalnej ceramiki. Po zmianie przeznaczenia lokalu ostały się trzy płytki z wypukłymi przedstawieniami głów zwierząt (świni i byka) oraz scenki rodzajowej – mężczyzny prowadzącego byka i krowę. Na archiwalnych fotografiach z okresu międzywojennego widać również płytki ułożone w motyw szachownicy[21].

- Secesyjna kamienica z początków XX wieku przy ul. 1 Maja 361. Niegdyś mieściła sklep rzeźny, zachowała się dekoracyjna ceramika z wzorami geometrycznymi[21].

- Secesyjna kamienica z początków XX wieku przy ul. Jana H. Dąbrowskiego 26. Niegdyś mieściła sklep rzeźny. Ściany wyłożono kaflami o motywach geometrycznych, podłoga zaś wylana została z lastryko[21].

## Kultura
- Kino Patria
- Kino Cinema City
- Muzeum Miejskie im. Maksymiliana Chroboka
- Muzeum Szkolne w Zespole Szkół Ogólnokształcących nr 3 w Kochłowicach im. Pelagii Kwapulińskiej
- Śląski Teatr Impresaryjny im. Henryka Bisty[22]
- Muzeum PRL-u w Rudzie Śląskiej
- Młodzieżowy Dom Kultury
- Miejska Biblioteka Publiczna z siedzibą na zabytkowym dworcu kolejowym w Chebziu (Stacja Biblioteka), posiadająca filie w dzielnicach: Ruda (2x), Nowy Bytom, Bielszowice, Halemba (2x), Godula, Orzegów, Kochłowice, Wirek, Bykowina (2x)[23].
- In-nY Dom Kultury
- Klub Country.

## Administracja

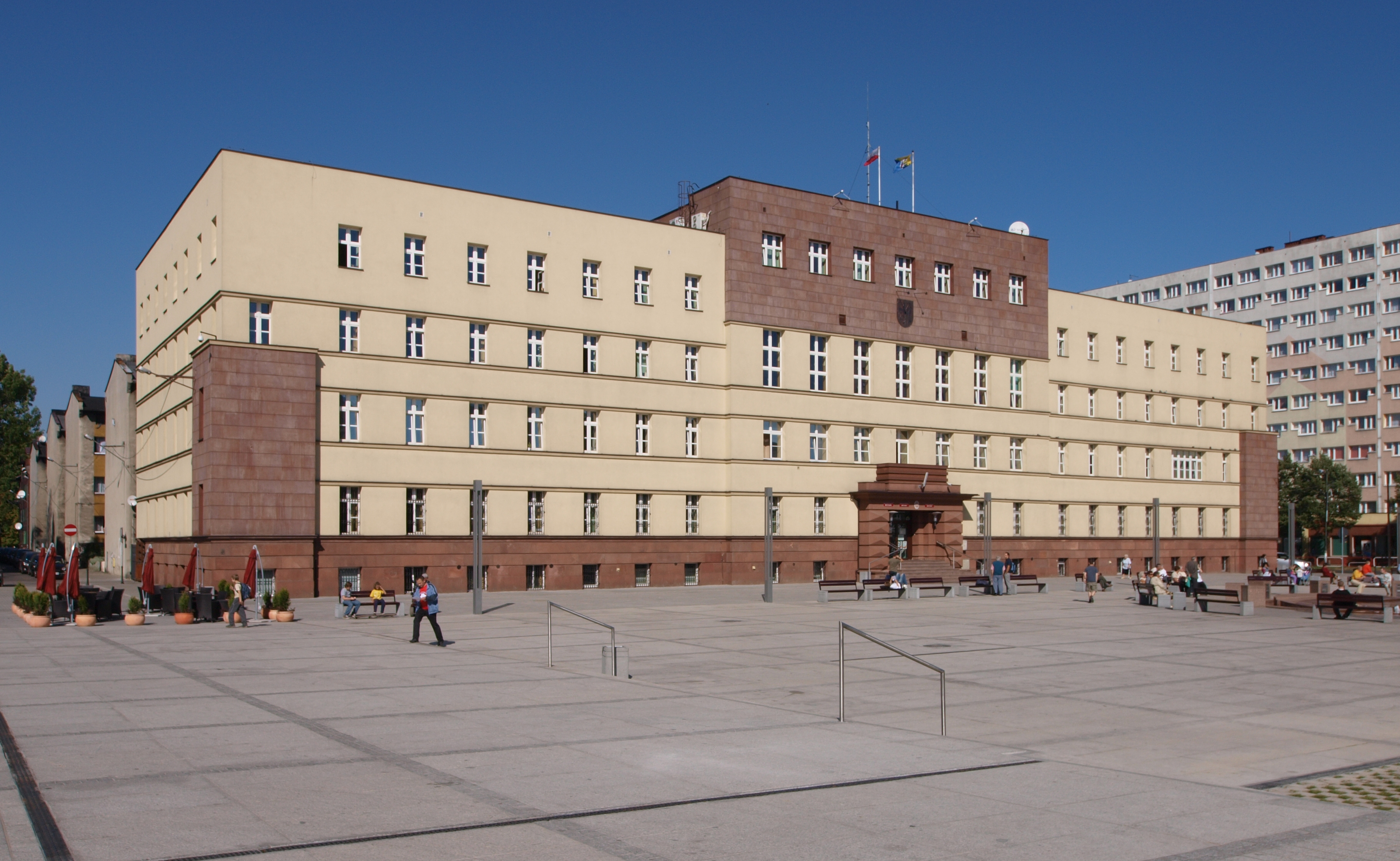
Nowy Bytom: Urząd Miasta

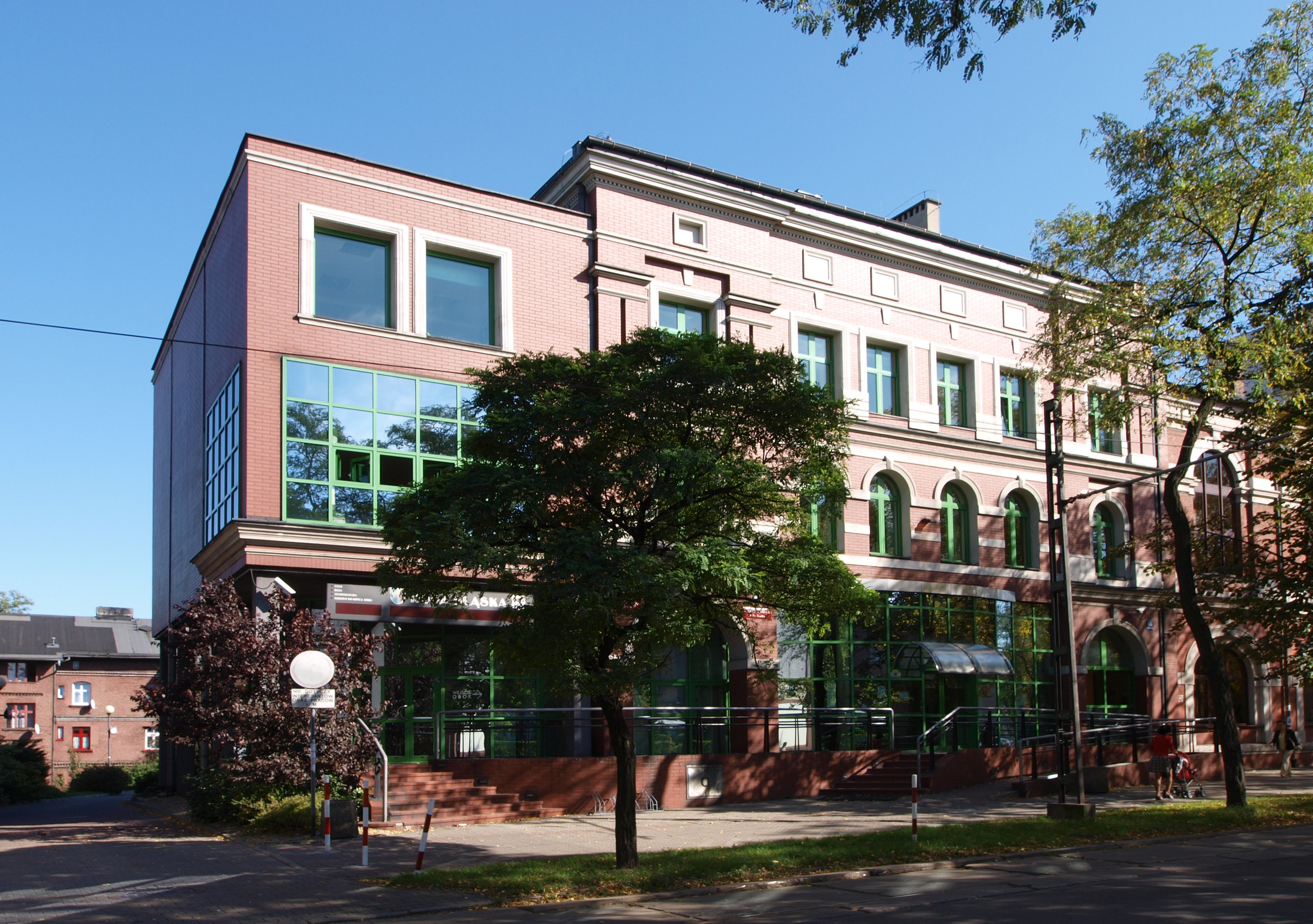
Nowy Bytom: Urząd Miasta

Ruda Śląska jest miastem na prawach powiatu. Mieszkańcy wybierają do Rady Miasta Ruda Śląska 25 radnych. Organem wykonawczym samorządu jest prezydent miasta, którym jest Michał Pierończyk, wybrany w 2022 r. z listy Komitetu Wyborczego Wyborców Michała Pierończyka Współpraca i Rozwój. Administracyjne centrum miasta znajduje się w dzielnicy Nowy Bytom.
Prezydenci Rudy Śląskiej:
- Zygmunt Żymełka (1990–1995)
- Edmund Sroka (1995–2000)
- Andrzej Stania (2000–2010)
- Grażyna Dziedzic (2010–2022)
- Jacek Morek (p.f., 2022)
- Michał Pierończyk (od 2022)

Miasto jest członkiem Górnośląsko-Zagłębiowskiej Metropolii, Śląskiego Związku Gmin i Powiatów oraz Związku Miast Polskich.

## Rada Miasta
| Ugrupowanie                                     | 2002-2006  | 2006-2010 | 2010-2014 | 2014-2018            | 2018-2024                | 2024-2028                                     |
| ----------------------------------------------- | ---------- | --------- | --------- | -------------------- | ------------------------ | --------------------------------------------- |
| Porozumienie dla Rudy Śląskiej                  | 8          | –         | 6         | 1                    | –                        | –                                             |
| Sojusz Lewicy Demokratycznej                    | 6 (SLD-UP) | 3 (LiD)   | 3         | 2 (SLD Lewica Razem) | –                        | –                                             |
| Platforma Obywatelska                           | 6          | 9         | 9         | 9                    | 8 (Koalicja Obywatelska) | 6 (Koalicja Obywatelska)                      |
| Prawo Rodzina Obywatel                          | 5          | –         | –         | –                    | –                        | –                                             |
| Wspólnie dla Rudy Śląskiej                      | –          | 7         | –         | –                    | –                        | –                                             |
| Prawo i Sprawiedliwość                          | –          | 4         | 4         | 6                    | 8                        | 9                                             |
| Porozumienie Nasze Miasto Ruda Śląska           | –          | 2         | –         | –                    | –                        | –                                             |
| Rodzina Rudzka                                  | –          | –         | 2         | 2                    | –                        | –                                             |
| Ruch Autonomii Śląska/ Śląska Partia Regionalna | –          | –         | 1         | –                    | 1                        | –                                             |
| KWW Grażyny Dziedzic                            | –          | –         | –         | 5                    | 8                        | –                                             |
| KWW Michała Pierończyka                         | –          | –         | –         | –                    | –                        | 6                                             |
| Trzecia Droga                                   | –          | –         | –         | –                    | –                        | 1                                             |
| Współpraca i Rozwój                             | –          | –         | –         | –                    | –                        | 2                                             |
| Śląska Rodzina                                  | –          | –         | –         | –                    | –                        | 1                                             |
| Konfederacja                                    | –          | –         | –         | –                    | –                        | 0 (Start jako KWW Bezpartyjni i Konfederacja) |

## Gospodarka

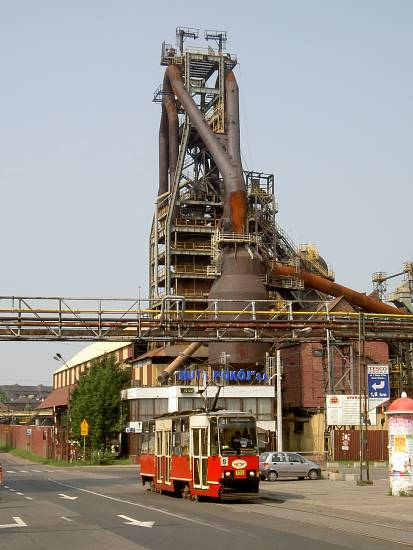
Wielki piec huty „Pokój”

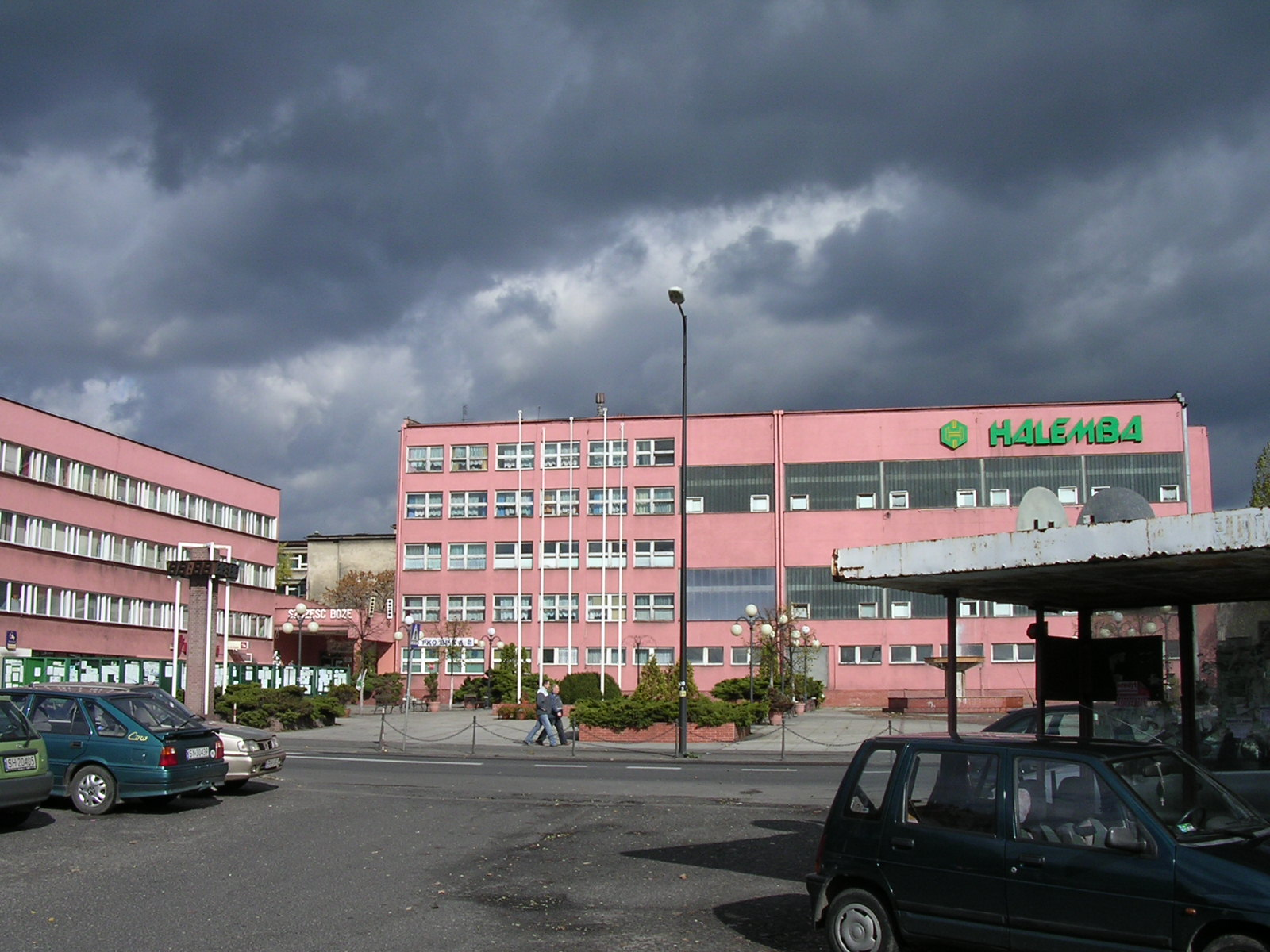
Kopalnia „Halemba”

Miasto ze względu na swoje położenie w centrum konurbacji górnośląskiej jest miejscem dogodnym dla podejmowania działalności inwestycyjnej. Dodatkowym atutem jest autostrada A4 (południowe dzielnice miasta) oraz Drogowa Trasa Średnicowa (północne dzielnice).
W Rudzie Śląskiej działalność małych i średnich przedsiębiorstw wspierana jest przez Rudzką Agencję Rozwoju „Inwestor”, Rudzki Inkubator Przedsiębiorczości oraz Cech Rzemiosł i Przedsiębiorczości. W celu pobudzenia życia gospodarczego władze miast Ruda Śląska oraz Świętochłowice, powołały wspólnie do istnienia Śląski Park Przemysłowy, mający przyczynić się do powstania nowych inwestycji na terenach poprzemysłowych wzdłuż Drogowej Trasy Średnicowej. W 2004 roku powstał Rudzki Inkubator Przedsiębiorczości, posiadający w ofercie szkolenia, doradztwo i konsultacje dla przedsiębiorców podejmujących i rozwijających działalność gospodarczą. W ramach Rudzkiego Inkubatora Przedsiębiorczości utworzony został w sierpniu 2007 roku Górnośląski Inkubator Technologiczny, którego oferta skierowana jest zarówno do małych, średnich i nowych przedsiębiorców, jak również do dużych firm o ugruntowanej pozycji na rynku. W listopadzie 2008 roku w ramach Śląskiego Parku Przemysłowo-Technologicznego rozpoczął działalność Inkubator Innowacji Technologicznych i Usługowych „Architektura i Budownictwo”. Jest on skierowany przede wszystkim do młodych architektów i budowlańców, którzy chcą samodzielnie rozpocząć działalność gospodarczą.
Zakłady przemysłowe:
- KWK Ruda
  - Ruch „Pokój”   (zlikwidowana w 2016 roku)
  - Ruch „Bielszowice”
  - Ruch „Halemba”
- Huta Pokój
- Elektrociepłownia Mikołaj
- ZEKON
- STAMA

### Katastrofy kopalniane w Rudzie Śląskiej

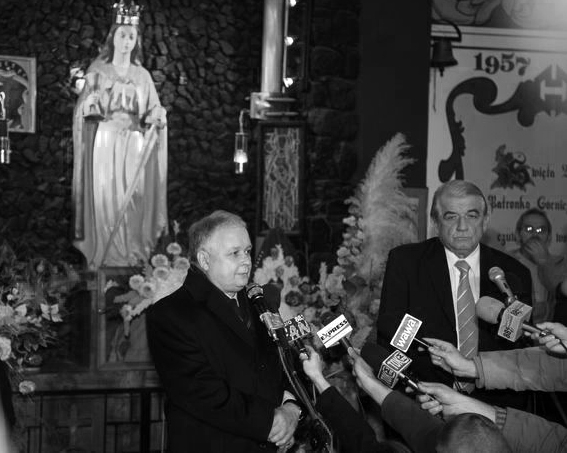
Lech Kaczyński i Zbigniew Religa w Kopalni Halemba (2006)

- Kopalnia Halemba (1980)[34] – 1 września 1980 w wypadku zginęło 8 górników.
- Kopalnia Śląsk (1990)[35] – czterech górników zmarło po wybuchu metanu.
- Kopalnia Halemba (1990)[34] – 10 stycznia 1990 w wypadku zginęło dziewiętnastu górników.
- Kopalnia Halemba (1991) – tąpniecie spowodowało śmierć 5 górników.
- Kopalnia Nowy Wirek (1995) – pod ziemią uwięzionych zostało dziewięciu górników, pięciu nie przeżyło
- Kopalnia Bielszowice (2003) – w wyniku zapalenia się metanu ciężko poparzonych zostało szesnastu górników.
- Kopalnia Halemba (2006) – w listopadzie 2006 Polską wstrząsa katastrofa górnicza, w której śmierć poniosło 23 górników. Prezydent RP Lech Kaczyński ogłosił kilkudniową żałobę narodową. W Rudzie Śląskiej obowiązywała przez 7 dni.
- Kopalnia Wujek Ruch Śląsk (2009) – 18 września w Rudzkiej części Kopalni Węgla Kamiennego Wujek Ruch Śląsk doszło do zapłonu metanu, w którym zginęło 20 górników[36]. Prezydent RP Lech Kaczyński ogłosił dwudniową żałobę narodową. W Rudzie Śląskiej ogłoszono 7-dniową żałobę. Odwołano m.in. Pierwszy Ogólnopolski Festiwal Wspomnień.

## Transport

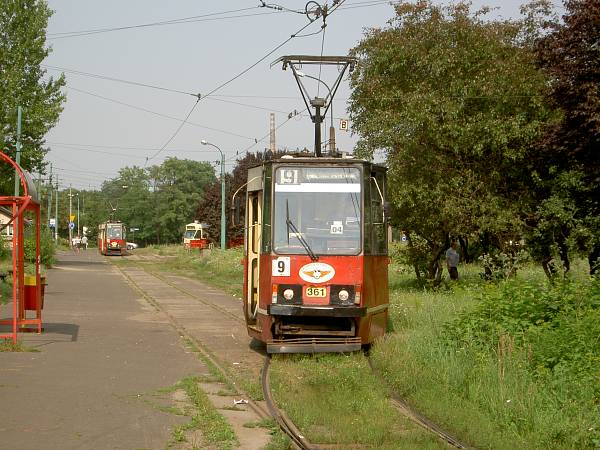
Chebzie, tramwaj Konstal 105N

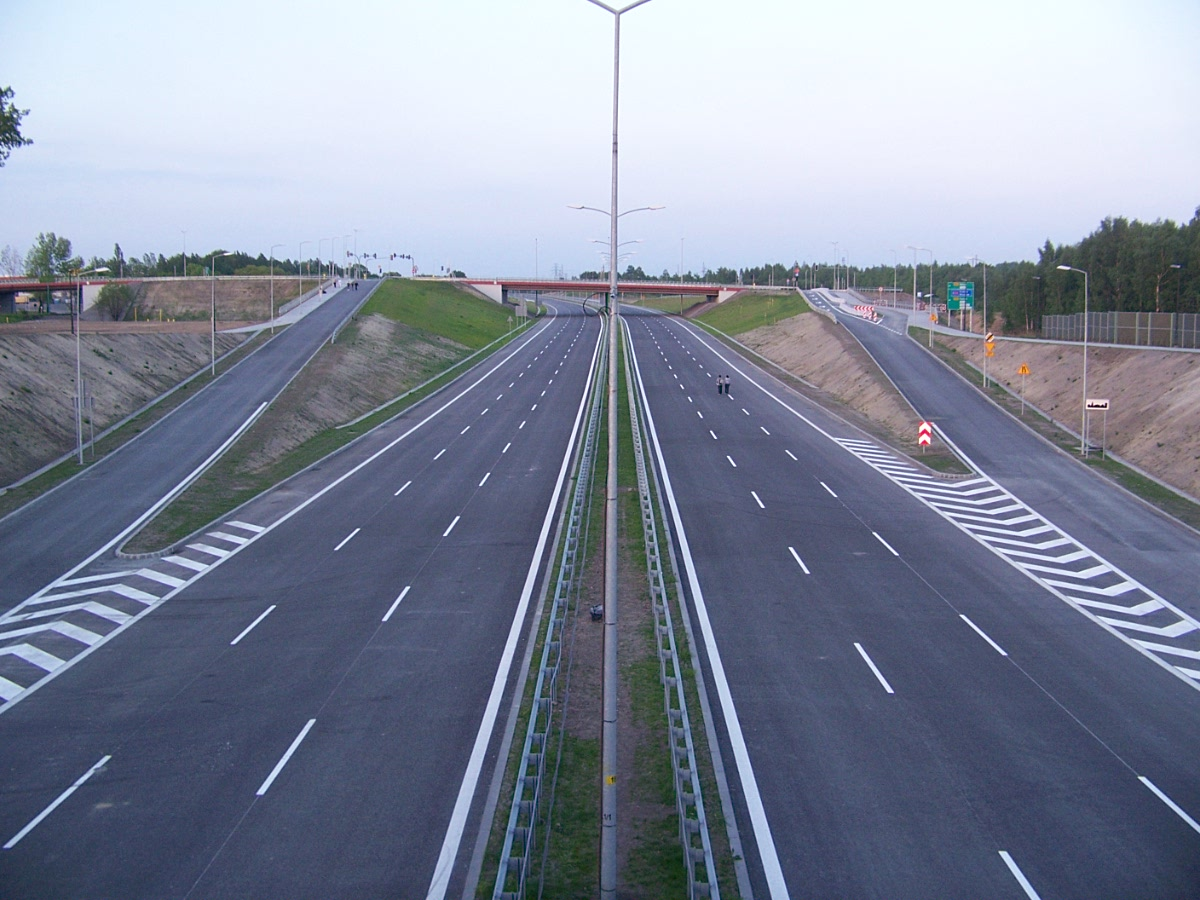
Drogowa Trasa Średnicowa

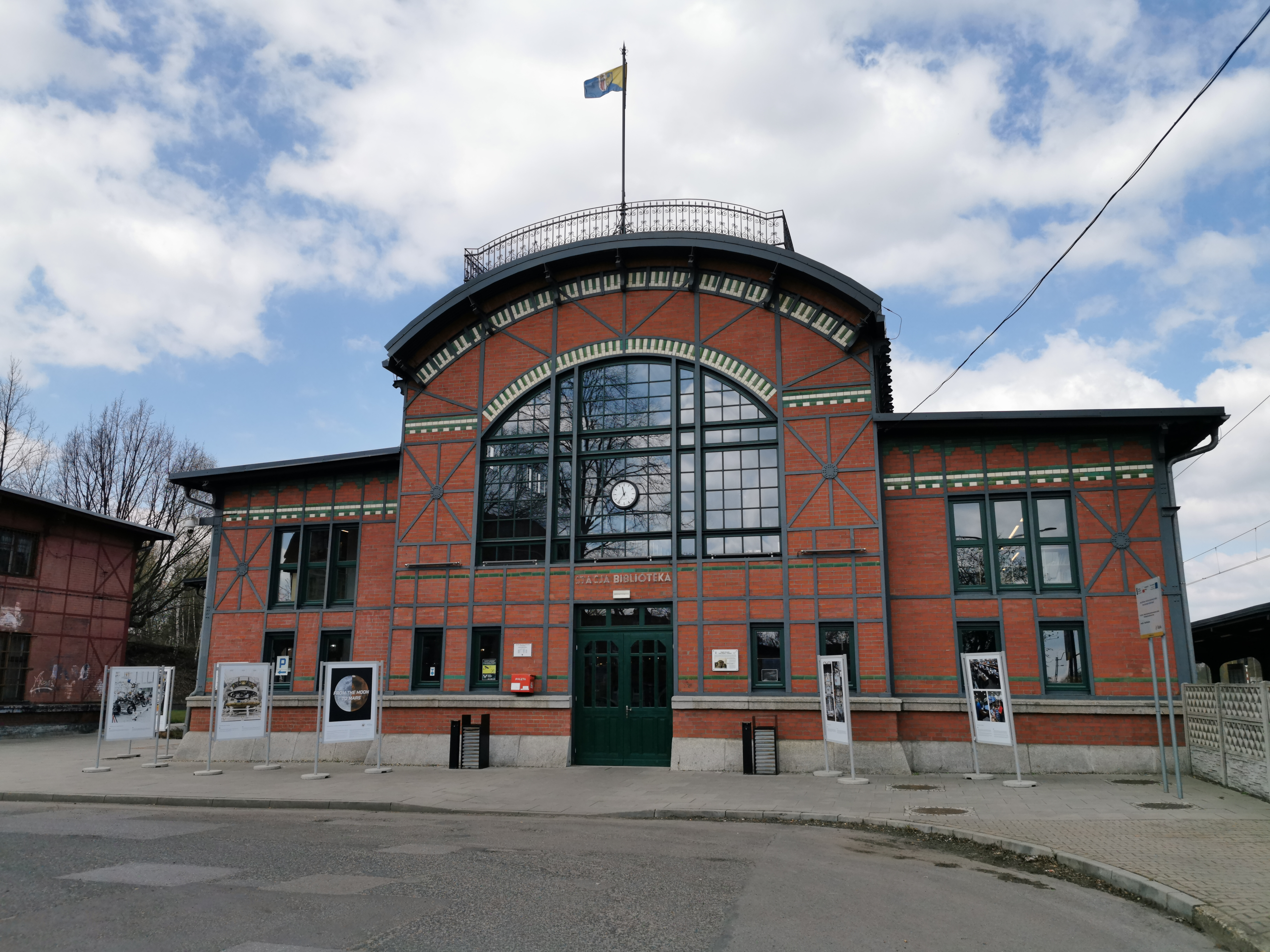
Dworzec kolejowy w Rudzie Śląskiej Chebziu

### Komunikacja miejska
Mieszkańcy Rudy Śląskiej korzystają z 27 linii autobusowych i 4 tramwajowych. Komunikację miejską w Rudzie Śląskiej organizuje ZTM. Na jego zlecenie wszystkie linie tramwajowe obsługiwane są przez spółkę Tramwaje Śląskie, a liniami autobusowymi zajmują się m.in. PKM Gliwice, Rudpol-opa Ruda Śląska, Kłosok Żory, Aska Żory, Transgór Mysłowice, Nowak Transport, Łukasz Nowak i PKM Katowice.

### Transport drogowy
Dzięki dobrze rozwiniętej infrastrukturze drogowej z Rudy Śląskiej łatwo dostać się do wszystkich miast GOP-u oraz dzięki drodze wojewódzkiej nr 925 do ROW-u. Dzięki autostradzie A4 przebiegającej przez południowe dzielnice miasta możemy się dostać do południowych województw Polski oraz do Niemiec i na Ukrainę. Dzięki drodze wojewódzkiej nr 902 można szybko przemieszczać się pomiędzy miastami GOPu.
Drogi wojewódzkie:
- droga wojewódzka nr 902: Katowice – Świętochłowice – Ruda Śląska – Zabrze – Gliwice tzw. Drogowa Trasa Średnicowa
- droga wojewódzka nr 925: Rybnik – Ruda Śląska – Bytom

Autostrada:
- autostrada A4, fragment trasy europejskiej E40: Zgorzelec – Wrocław – Opole – GOP – Kraków – Tarnów – Rzeszów – Korczowa

### Komunikacja kolejowa
Przez Rudę Śląską przebiega ważna linia kolejowa E-30, ale nie zatrzymują się tutaj pociągi dalekobieżne. W mieście czynne są obecnie dwa dworce kolejowe Ruda Chebzie oraz Ruda Śląska. Obsługują one następujące połączenia lokalne realizowane przez spółkę Koleje Śląskie:
- Częstochowa – Zawiercie – Sosnowiec – Katowice – Ruda Śląska – Gliwice

Do niedawna w Rudzie Śląskiej działała jedyna w Polsce wewnątrzmiejska linia kolejowa na trasie Kochłowice – Chebzie.
W najbliższym czasie GZM planuje przywrócenie stacji Ruda Orzegów i połączenie Chebzia z Bytomiem oraz ponowne uruchomienie stacji Ruda Kochłowice.

### Transport lotniczy
Około 30 km od Rudy Śląskiej znajduje się międzynarodowy port lotniczy „Katowice” w Pyrzowicach. Port lotniczy posiada trzy terminale.
Ponadto w odległości ok. 70 km od Rudy Śląskiej znajduje się także międzynarodowy port lotniczy Ostrava-Mošnov oraz w odległości 80 km międzynarodowe lotnisko w Krakowie-Balicach.

## Wspólnoty wyznaniowe

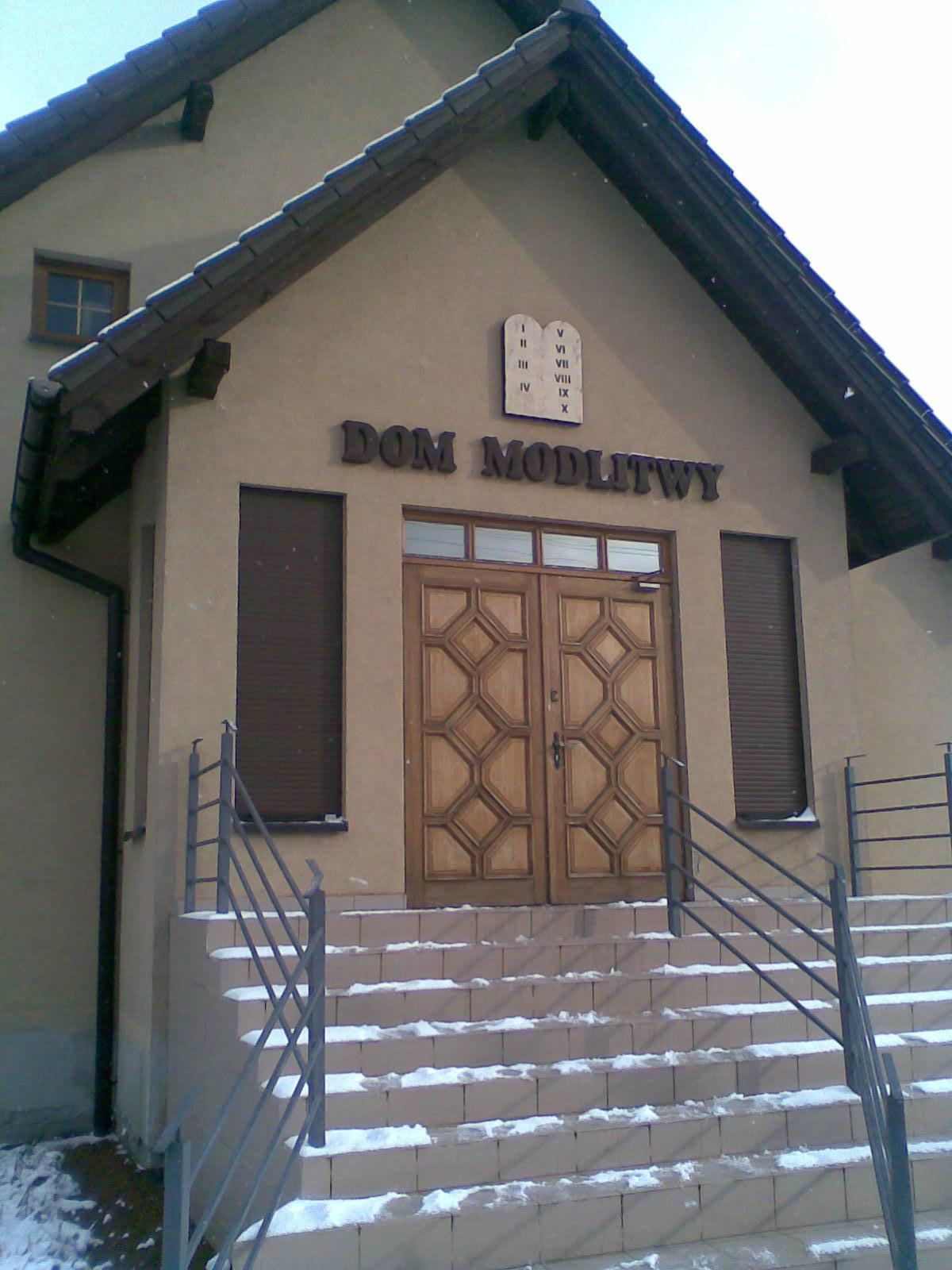
Dom modlitwy zboru Kościoła Adwentystów Dnia Siódmego Ruchu Reformacyjnego

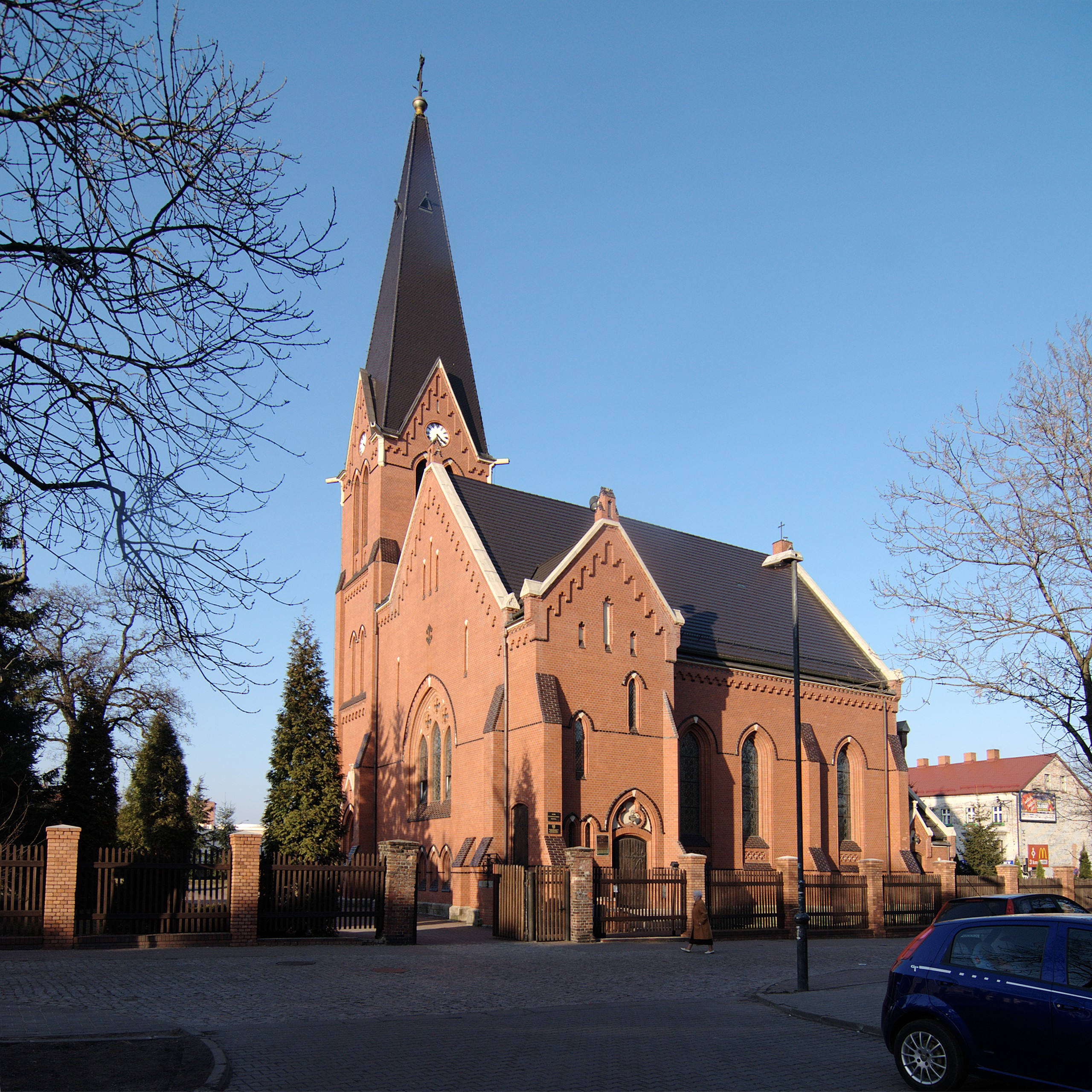
Kościół ewangelicki Odkupiciela

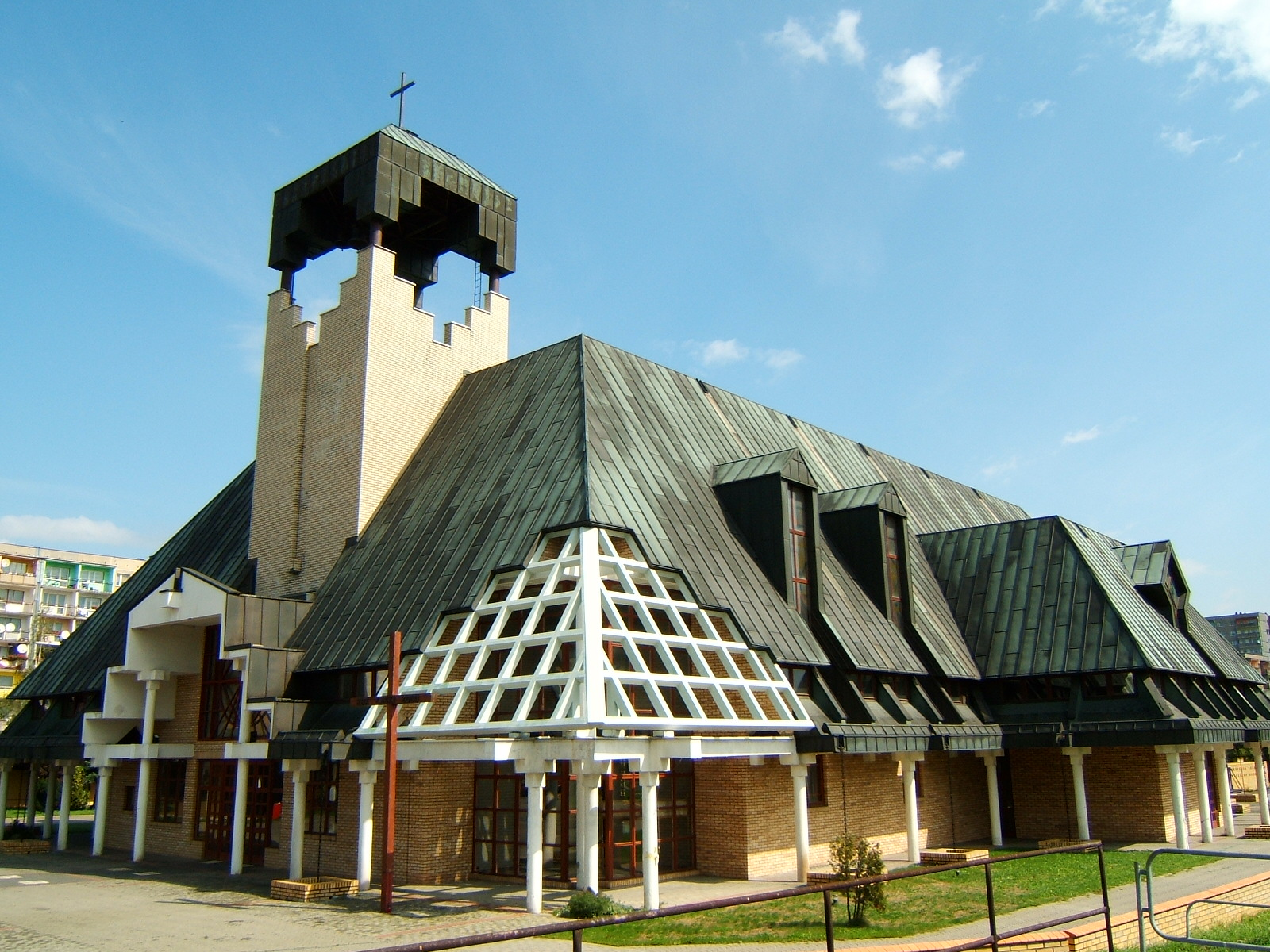
Kościół rzymskokatolicki pw. św. Barbary w Bykowinie

Na terenie miasta działalność religijną prowadzą następujące Kościoły i związki wyznaniowe:
- Chrześcijańska Wspólnota Ewangeliczna:
  - placówka misyjna w Rudzie Śląskiej[38]
  - placówka misyjna w Rudzie Śląskiej II[38]
- Chrześcijańska Wspólnota Zielonoświątkowa:
  - zbór w Rudzie Śląskiej[39][40][41]
- Kościół Adwentystów Dnia Siódmego w RP:
  - zbór w Rudzie Śląskiej[42]
- Kościół Adwentystów Dnia Siódmego Ruch Reformacyjny:
  - zbór w Katowicach z kaplicą w Rudzie Śląskiej[43]
- Kościół Boży w Polsce:
  - Kościół Boży w Rudzie Śląskiej[44]
- Kościół Ewangelicko-Augsburski w RP:
  - parafia w Wirku[45]
- Kościół greckokatolicki:
  - ośrodek duszpasterski w Rudzie Śląskiej-Kochłowicach, nabożeństwa prowadzone są w rzymskokatolickim Sanktuarium Matki Bożej z Lourdes[46]
- Kościół rzymskokatolicki[47]:
  - parafia Bożego Narodzenia
  - parafia Ducha Świętego
  - parafia Matki Bożej Różańcowej (Ruda)
  - parafia Matki Bożej Różańcowej (Halemba)
  - parafia Najświętszego Serca Pana Jezusa
  - parafia Podwyższenia Krzyża Świętego
  - parafia Ścięcia św. Jana Chrzciciela
  - parafia św. Andrzeja Boboli
  - parafia św. Barbary
  - parafia św. Józefa
  - parafia św. Katarzyny Aleksandryjskiej
  - parafia św. Marii Magdaleny
  - parafia św. Michała Archanioła
  - parafia św. Pawła Apostoła
  - parafia św. Piusa X
  - parafia św. Wawrzyńca i św. Antoniego
  - parafia Trójcy Przenajświętszej
- Świadkowie Jehowy – Sala Królestwa ul. Nowy Świat 47[48][49][50][51][52]:
  - zbór Bykowina
  - zbór Kochłowice
  - zbór Halemba
  - zbór Południowa
  - zbór Północ
  - zbór Wirek

Przed II wojną światową na terenie obecnej Rudy Śląskiej w dzielnicy Wirek znajdowała się także synagoga.

## Edukacja

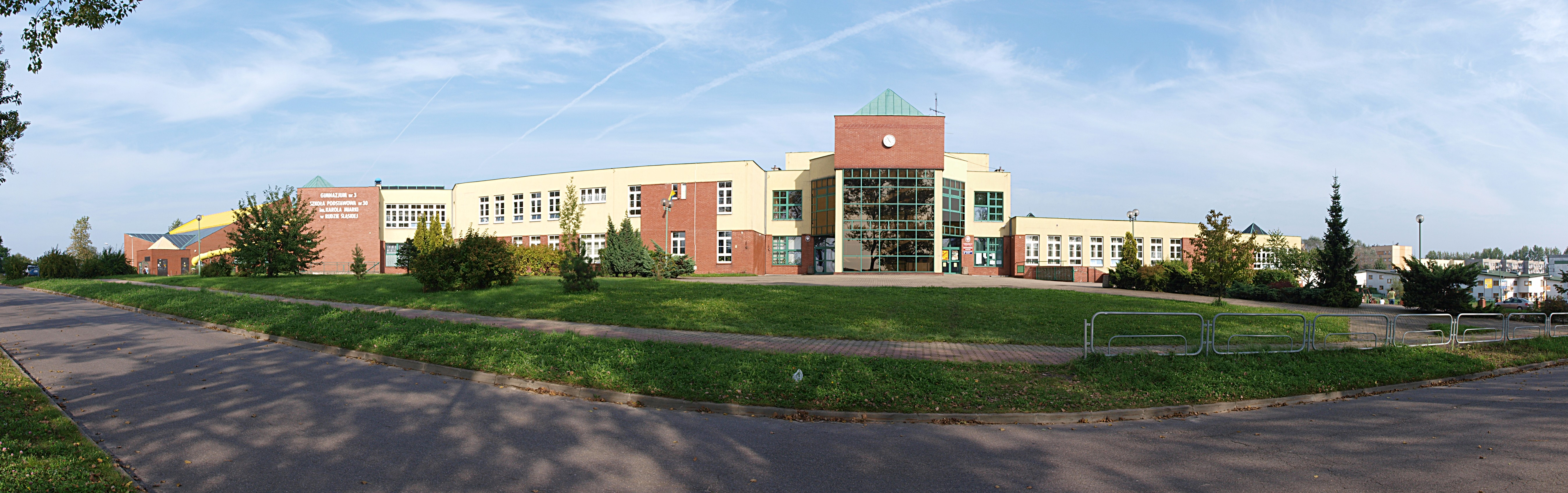
Nowoczesny budynek SP nr 30 i Gimnazjum nr 3 w Rudzie

W ramach placówek miejskich w Rudzie Śląskiej funkcjonuje 29 ośmioletnich szkół podstawowych (w tym 3 specjalne), szkoła podstawowa dla dorosłych, 5 liceów ogólnokształcących (w tym jedno dla dorosłych), 6 techników, 7 szkół branżowych I stopnia, 1 szkoła branżowa II stopnia, 1 szkoła specjalna przysposabiająca do pracy, Centrum Kształcenia Zawodowego, a także Zespół Szkół Muzycznych I i II stopnia. W mieście działa też 1 publiczna szkoła policealna oraz Wyższa Szkoła Nauk Stosowanych w Rudzie Śląskiej (dawna Wyższa Szkoła Handlowa im. Królowej Jadwigi). Poza tym w Rudzie Śląskiej działa 29 przedszkoli miejskich oraz oddziały przedszkolne w 4 szkołach podstawowych i 2 szkołach podstawowych specjalnych. Na terenie miasta prowadzone są również placówki niepubliczne. Nadzór nad rudzkimi placówkami oświatowymi do 2011 roku prowadził Miejski Zakład Obsługi Placówek Oświatowych. Obecnie Wydział Oświaty Urzędu Miasta Ruda Śląska.

## Sport
- Grunwald Ruda Śląska

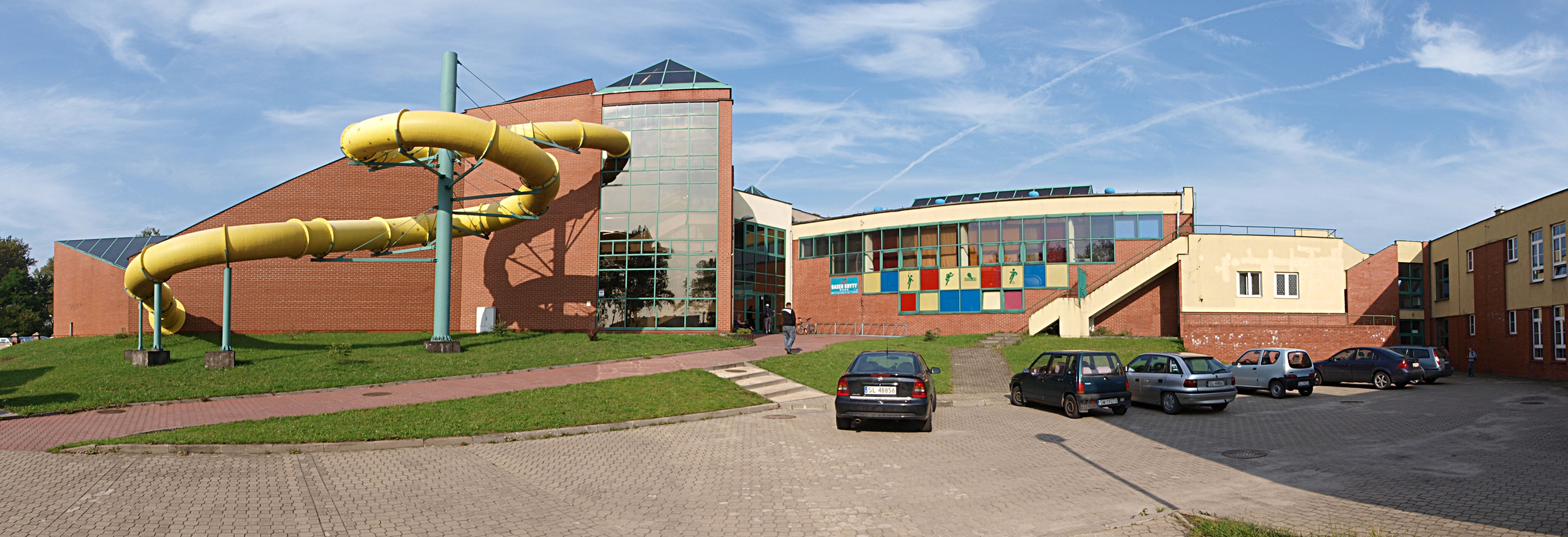
Basen kryty w Rudzie

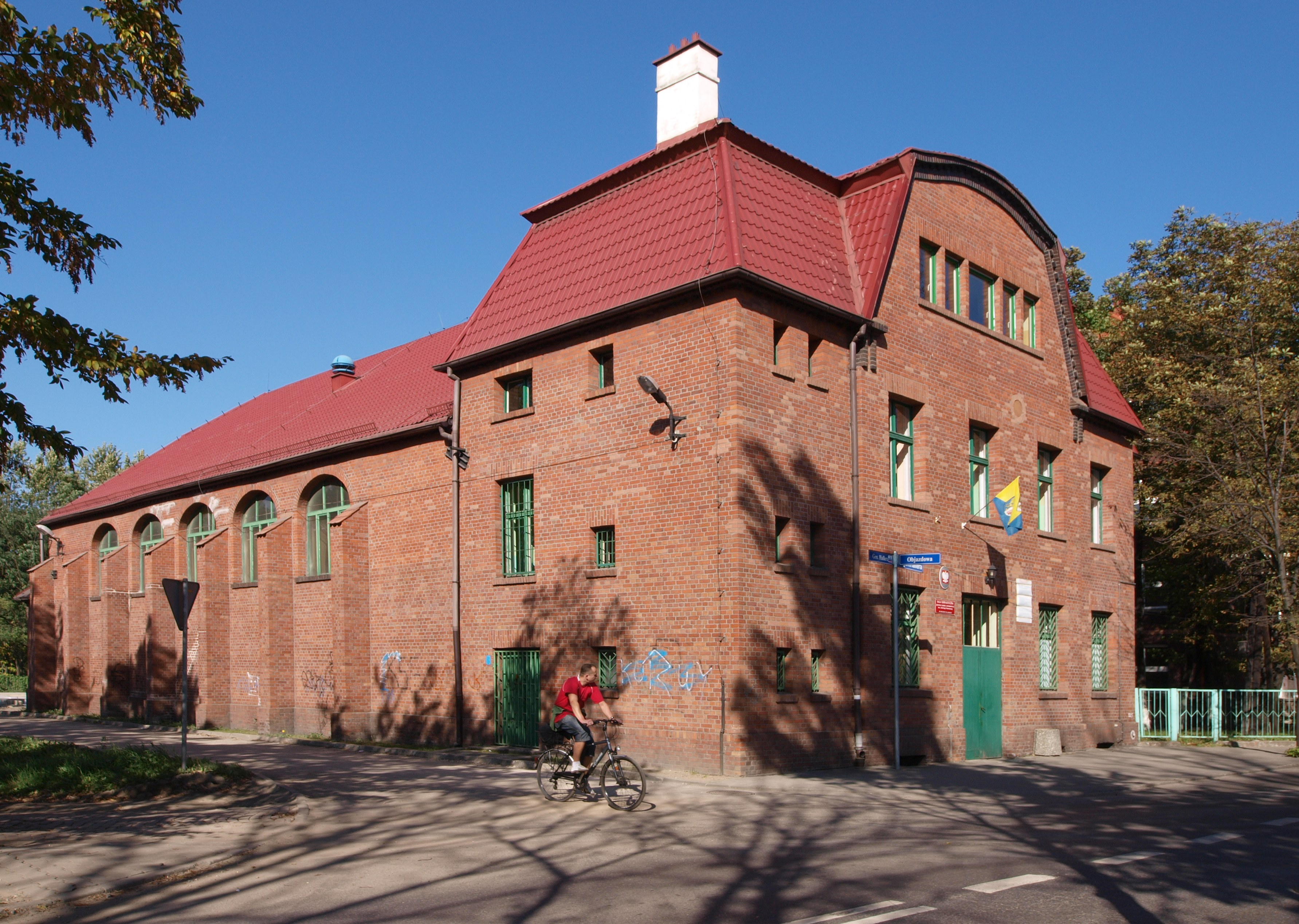
Zabytkowa hala sportowa w Nowym Bytomiu

  - Grunwald Ruda Śląska (piłka nożna)[56]
  - Grunwald Ruda Śląska (piłka ręczna mężczyzn i kobiet)[57][58]
- Slavia Ruda Śląska
  - Slavia Ruda Śląska (piłka nożna)[59]
  - Slavia Ruda Śląska (zapasy)
  - Ciężarowy Klub Sportowy Slavia (ciężary)
- Wawel Wirek (piłka nożna)[60]
- Urania Ruda Śląska (piłka nożna)[61]
- Jastrząb Bielszowice (piłka nożna)[62]
- Pogoń Ruda Śląska (koszykówka mężczyzn)[63]
- Gryfy Rugby Ruda Śląska (rugby mężczyzn)[64]
- Diablice Ruda Śląska (rugby kobiet)[65]
- KS Zgoda Ruda Śląska (piłka ręczna kobiet)[66]
- SRS Gwiazda Ruda Śląska (futsal mężczyzn)[67]
- MKS Astra Halemba
- UKP Ruda Śląska – pływanie
- RTH Zryw Ruda Śląska
- Śląsk Ruda Śląska
- SRS Orlik Ruda Śląska
- Milon Ruda Śląska
- TKKF Jastrząb Ruda Śląska
- KPKS Halemba Ruda Śląska
- Kyokushin Karate Ruda Śląska
- MAKS Ruda Śląska
- Katolicki Parafialny Klub Sportowy Halemba (siatkówka, akrobatyka sportowa)
- Towarzystwo Piłkarskie Jastrząb Bielszowice
- Wolej Bielszowice
- RKC Curlik Ruda Śląska – curling
- TL (Towarzystwo Lekkoatletyczne) „Pogoń” Ruda Śląska w Halembie
- Śląski Klub Techniki Modelarskiej w Halembie
- Stowarzyszenie Rekreacyjno-Sportowe „Gwiazda”
- UKS „Floret” Ruda Śląska
- Klub Jeździecki „Stajnia Omega”
- Klub capoeira Ruda śląska
- UKS Manta Kochłowice Ruda Śląska – pływanie

W Rudzie Śląskiej funkcjonuje park wodny Aquadrom.

## Literatura
- Dworak Jan S., Ratka Antoni, Ruda Śląska. Przewodnik, wyd. II, Ruda Śląska 1985.
- Granda Krzysztof, Ruda Śląska – dzieje transportu szynowego, t. 1, Rybnik 2021.
- Kopiec Bernard, Ruda Śląska. Zarys dziejów, cz. I: Ruda, Orzegów, Godula, Chebzie, Ruda Śląska 2005.
- Kubajak Anna, Ruda Śląska przyroda miasta, Kraków 2002.
- Lip-Kornatka Marta, Spacerownik po Rudzie Śląskiej, Ruda Śląska 2019.
- Nadolski Przemysław, Ruda Śląska wczoraj, Gliwice 1997.
- Ratka Antoni, Ruda Śląska 1295-1995, Ruda Śląska 1995.
- Ruda Śląska. Zarys rozwoju miasta, red. Szefer Andrzej, Katowice 1970.
- W Pana Dworakowym rudzkim kalejdoskopie historycznym, red. Jerzy Horwat, Ruda Śląska 1994.